# Graffiti

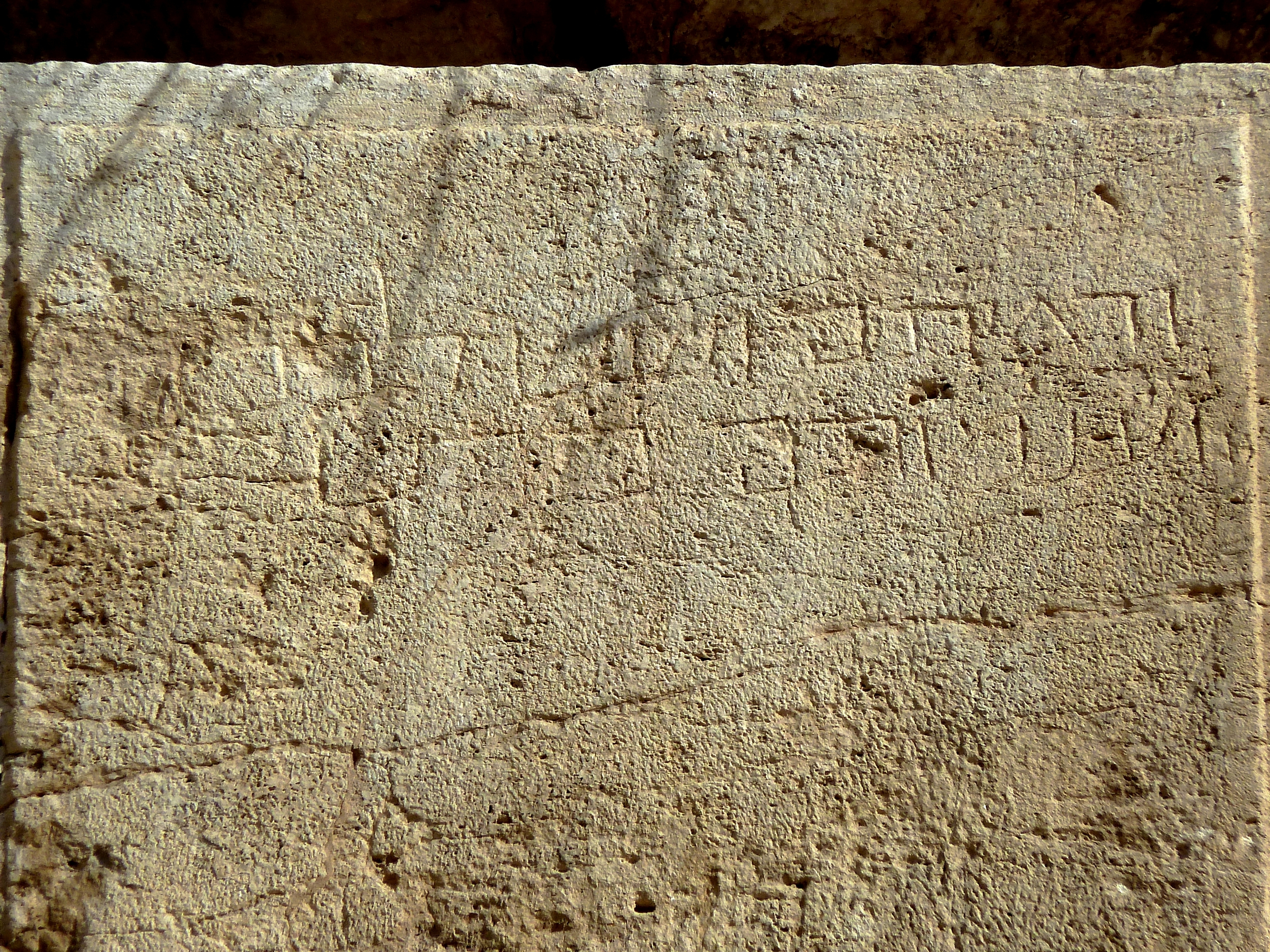
Kőbe karcolt ókori felirat Izraelben a Nyugati falnál Ézsaiás próféta soraival, 66:14 וראיתם ושש לבכם ועצמותם כדשא תפרחנה'Meglátjátok és örül szívetek, csontjaitok, mint a zöld fű…

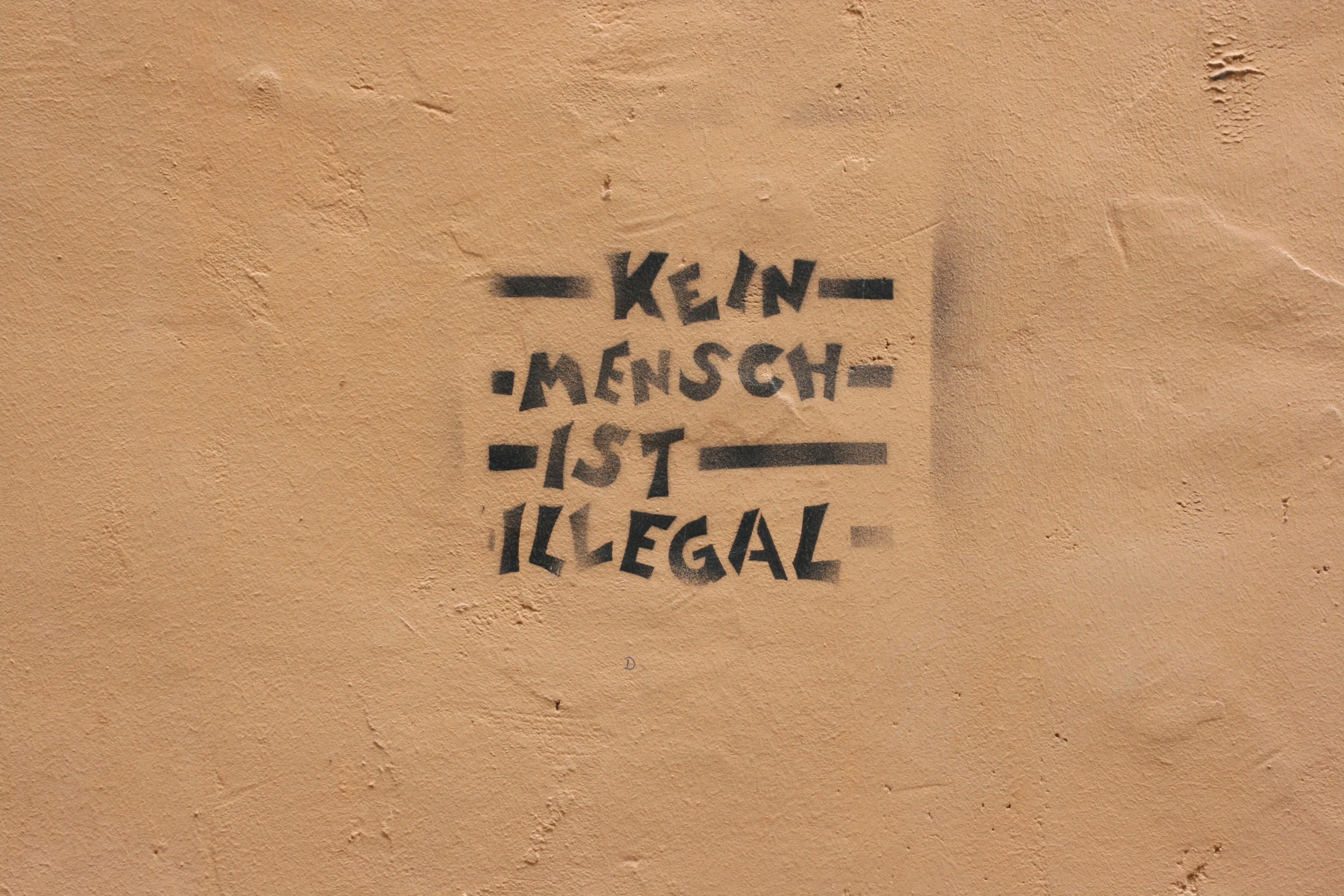
„Kein mensch ist illegal” (Krebsgasse, Görlitz, Németország)

A graffiti olasz jövevényszavunk, de az Amerikai Egyesült Államokból származó fogalom, jelentéssel bíró szimbólum (a magyar Büntető Törvénykönyv szerint falfirka,) melynek eredeti jelentése: feliratok, spontán jellegű és üldözött, elítélt írásművek, amelyek tematikája általában politikai, erotikus, csúfoló rögtönzés, szélsőségesen leegyszerűsített általánosítás. Mint ahogyan a folklórműfajoknál a graffitinél is a szerzői névtelenség és a folyamatos átalakítás a jellemző. Az újkori története New Yorkban a 183. utcában kezdődött, ahol a városi falfirkálás a szignózásból alakult ki. Legjellemzőbb előfordulási helye a köztereken lévő falfelület. A közösségi tereken megjelenő firkálás egyfajta kommunikációs mód és folklór kisműfaj is. Szöveges formái a halandzsaszerű, de sok esetben aforisztikus feliratok, amik lehetnek versszerűek is. A szövegeken kívül jellemzőek a rajzok is. Szórófestékkel készült igénytelenebb válfaja a  tag. Az utcai graffitiken kívül léteznek rejtettebb formái is a falfirkáknak, ezek például a toalett-költészet produktumai, a latrináliák, amelyek az illemhelyek falán található különféle versek, pornográf szövegek, perverz rajzok. A falfirkák a leletek szerint már az ókor óta folyamatosan az emberi lakókörnyezet velejárói.

Divatjelenségként és szubkultúraként a nyugati világban az 1960-as évektől terjedt el.
Magyarországon a rendszerváltás után, az 1990-es években élte fénykorát. (A Szentendrei HÉV Filatorigát megállóhelye körüli kerítéseken azóta látható a kiállítás a folyamatosan változó, művészi igényességgel készített alkotásokból.)
Ennek a spontán és kéretlen kommunális esztétikai szolgáltatásnak, másként fogalmazva az "autentikus városi populáris kultúra inspirálta graffitinek" vannak már név szerint ismert alkotói is.
Az egyik legnevezetesebb közülük Keith Haring, de legtöbbjük – ahogy Magyarországon is – névtelenül, illetve illegálisan tevékenykedik. A falfirkák gyűjtésének kezdeményezője, a Párizs szemének is nevezett Brassaï (Halász Gyula) volt, aki 1932-től a párizsi falakon található graffitiket fotózta, amelyeket 1956-ban kiállítottak a New York-i Modern Művészetek Múzeumában. 2009-ben a Budapesten megrendezett Write 4 Gold elnevezésű nemzetközi graffiti-versenyen a magyar csapat győzött.

## A graffiti mintundergroundművészeti ág, avagy művészet a szeméten
A graffiti (az amerikai angolba olasz közvetítéssel (graffiare 'kapar, karmol, karcol') érkezett jövevényszó, egyes száma: graffito) bármilyen köz- , vagy magántulajdonba/-ra karcolt, vésett, festett vagy más módon készített rajz vagy írás.
A graffitit az emberek túlnyomó többsége elítéli és vandalizmusnak tekinti, mivel vagy egyáltalán nem hordoz, vagy pedig csak csekély mértékű művészi értéket jelent (esetleg legjobb indulattal is csak egy mások által el nem ismert, önjelölt „művész” nyilvános vázlatfüzetének, szárnypróbálgatásainak tekinthető), másrészt az általában  rongálással együtt járó graffiti létrehozása a magántulajdon durva megsértését is jelenti. A járókelő városlakó közönség túlnyomó többsége számára a szövegek, a jelek, a  szimbólumok és ikonok, tulajdonképpen olvashatatlan hieroglifák. A firkálók sajátos rejtett jelrendszerükön keresztül üzennek a világnak. Azt, hogy mitől tartozik egy falfirka a művészethez, míg a másik inkább a szemét kultúrájához, azt a műkritika dönti el.
A jó művészet érvényesül, mivel azt nevezik jó művészetnek, ami érvényesül
A graffiti nagy része semmilyen művészi értékkel nem rendelkező primitív tag (ejtsd: teg), egyfajta monogram, aminek az amerikai bűnözői szubkultúrában a „bandák” közötti területmegjelölő funkciója van. Egyéb szubkultúrában megfelel az „Itt jártam” feliratnak.
A graffiti mint kommunikációs eszköz már az ókorban is létezett, jó példa erre a görög, vagy a római urbánus kultúra (például az Alexamenosz-falfirka). Manapság azt a  festékszóró spray-vel készített falfirkát értik alatta, amely valamely végleges építményen elhelyezett, állagsérelem nélkül el nem távolítható felületbevonat. Alkalmazzák társadalmi vagy politikai üzenetek közvetítésére is. A legtöbb országban a felület tulajdonosának beleegyezése nélkül készített graffiti vandalizmusnak minősül, illegális tevékenység és rongálás, amit a törvények büntetnek. Egyesek szemében a graffiti kiállításra méltó művészeti stílus, de sok ember csak az úgynevezett "tag"-eket ismeri, amiket úton-útfélen (lakóházak, templomok, műemlékek falán, buszmegállókban, vonatok oldalán is) látni lehet.
Történelmi szempontból a graffiti fogalom a sírok, romos épületek falaira firkált feliratokat, alakokat jelenti, amilyeneket a római katakombákban, vagy Pompeiiben is látni lehet.
A minél komplexebb alkotásokra törekvő graffiti készítők legális falakat keresnek. A graffiti professzionális szintű művelése ma már művészet, ezzel azonban csak ritkán lehet találkozni.

## Eszközeik
A graffitisek kiszolgálására külön iparág jött létre. Számos cég csak a writer-ek kellékeit gyártja.

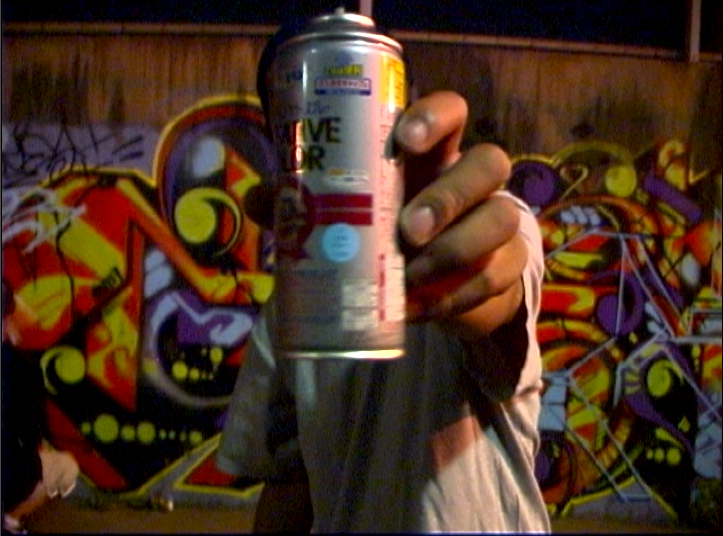
Aeroszolos festékszóró flakon, a graffiti hagyományos eszköze

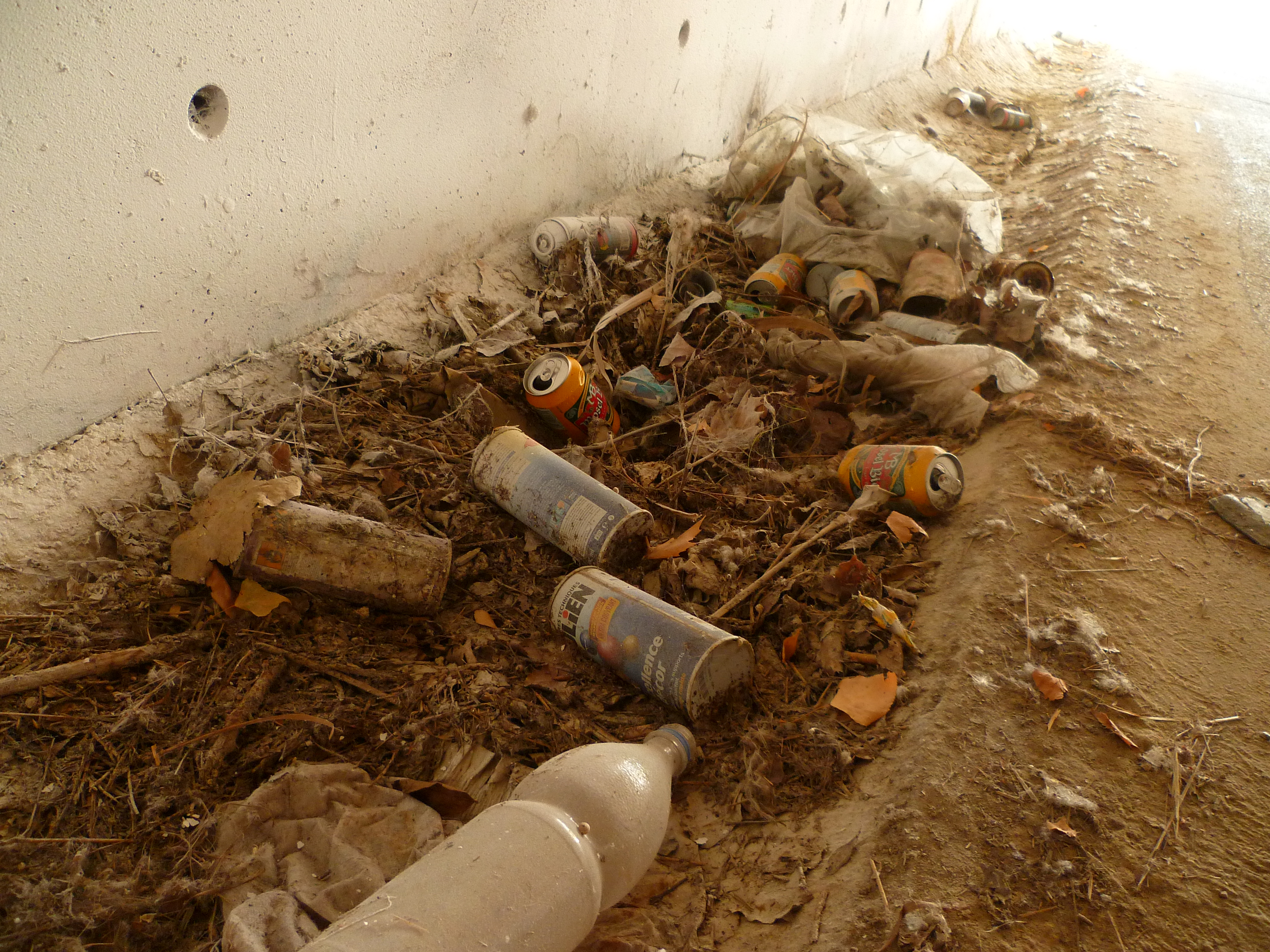
Graffiti készítő elhagyott eszközök, Toulouse, Franciaország

Falfirka Betlehemben (Izrael)

- Az egyik, mára legjobban elterjedt eszköz a graffitizéshez a festékszóró flakon, azaz a kanna. Ezekkel a graffitisek többnyire bombákat vagy tag-eket készítenek. Erre speciálisan graffitizésre gyártott kannákat lehet kapni ma már, de sokan (főként a kezdő amatőrök) közönséges festékboltban kapható festékszórókkal graffitiznek. A graffitizéshez kitalált kannák ma már lassan átveszik az autósspray-k helyét. Erre úgynevezett cap-et, azaz szórófejet helyeznek. Ennek is sok fajtája van.
- A másik fontos eszköz a filc. Ezekkel a graffitisek tag-eket csinálnak. Több fajtája van a filceknek: T-filc, vízüvegfilc, lakkfilc. A graffitifilcek sajátossága az, hogy újratölthetőek. A T-filc nagyon széles fejű filc (a filc vége T alakú). A vízüvegfilc speciálisan üvegre való, ami száradás után fehér, matt, enyhén átlátszó lesz. A profik ezekbe maguk házilag kevernek festéket, fehér festékből, hígítóból, akár tojásfehérjéből is. Ezeket nem lehet lemosni az üvegfelületekről. A lakkfilc sima színes lakkalapú filc.
- A festékhengerek is részei lehetnek a graffitizésnek. Az így készült graffitik általában kétszínűek (fekete-fehér), a betűk egyszerűek és olvashatók. A prók, ha olyan falra akarnak kannával graffitizni, ahol már sok firka van, akkor gyakran előtte festékhengerrel lefestik a falat (ez a fedés).
- Egy nagyon agresszív firkáló módszer, amelyet legtöbbször az üvegfelületeken láthatunk: a karcolás. Ennek eszköze egy tetszőleges kő vagy fenőkő. Létezik üvegfelületeken a „savas festékkel” történő firkálás is, Budapesten a BKV járművein sok-sok tag-nek a nyoma a savas marások következtében jött létre.[18]

## Fogalmak a graffitihez
- A tag (teg) a writer (firkász) neve, a csapat neve vagy csak egy sima üzenet lehet.
- A tagger/writer (tegger/rájter) a firkász, aki rajzol, fest.
- A bomba egy percek alatt elkészíthető egyszerű rajz, legtöbbször bubble style-ban készült rajz.
- A stencil graffiti-sablon[19]
- A króm ezüst színnel kitöltött rajz, általában a fekete-ezüst párosításban.
- Az end 2 end a vagon elejétől a végéig tartó rajz.
- A top 2 bottom a vagon aljától a tetejéig tartó rajz.
- A wholecar az egész vagont befedő rajz.
- A wholetrain az egész vonatot befedő rajz.
- A legál a legálisan elkészített rajz.
- A legal graffiti walls hivatalosan graffiti elhelyezésére engedélyezett falfelület[20]
- Az outline a rajz körvonala.
- A 2nd outline (a második outline) a rajz körbehúzása, ami általában rikító színnel történik.
- Az inline a rajz kitöltése.
- A crew (krú) csapat (nem csak a graffitin belül használatos).
- A black book a firkász vázlatfüzete és bibliája.
- A kanna a festékszóró (az angol can szóból).
- A cap (kep) a szórófej, ami cserélhető és igen sok fajta/vastagságú van.
- A fading cap a szórófej, ami a színek keverésére alkalmas
- A toy kezdő vagy tehetségtelen graffitist jelent, akit a profik megvetnek.
- A regular writer < king < legend a további fokozatok, minden úgynevezett fok azaz rang a városban kitett rajzok számától vagy minőségétől függ.

## A falfirka vagy graffiti pszichológiája

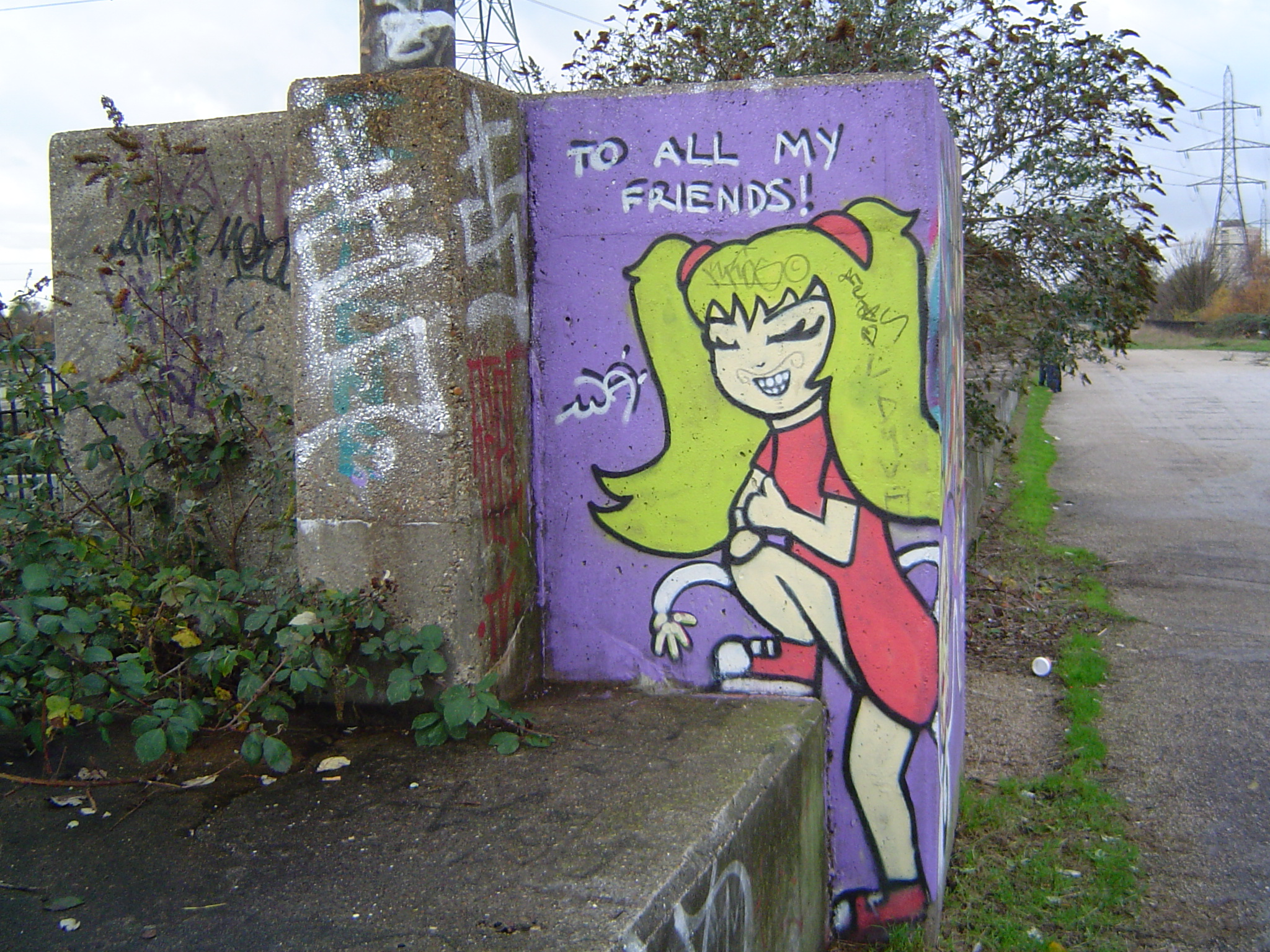
»To all my friends!« (Minden barátomnak!) Graffitis felirat

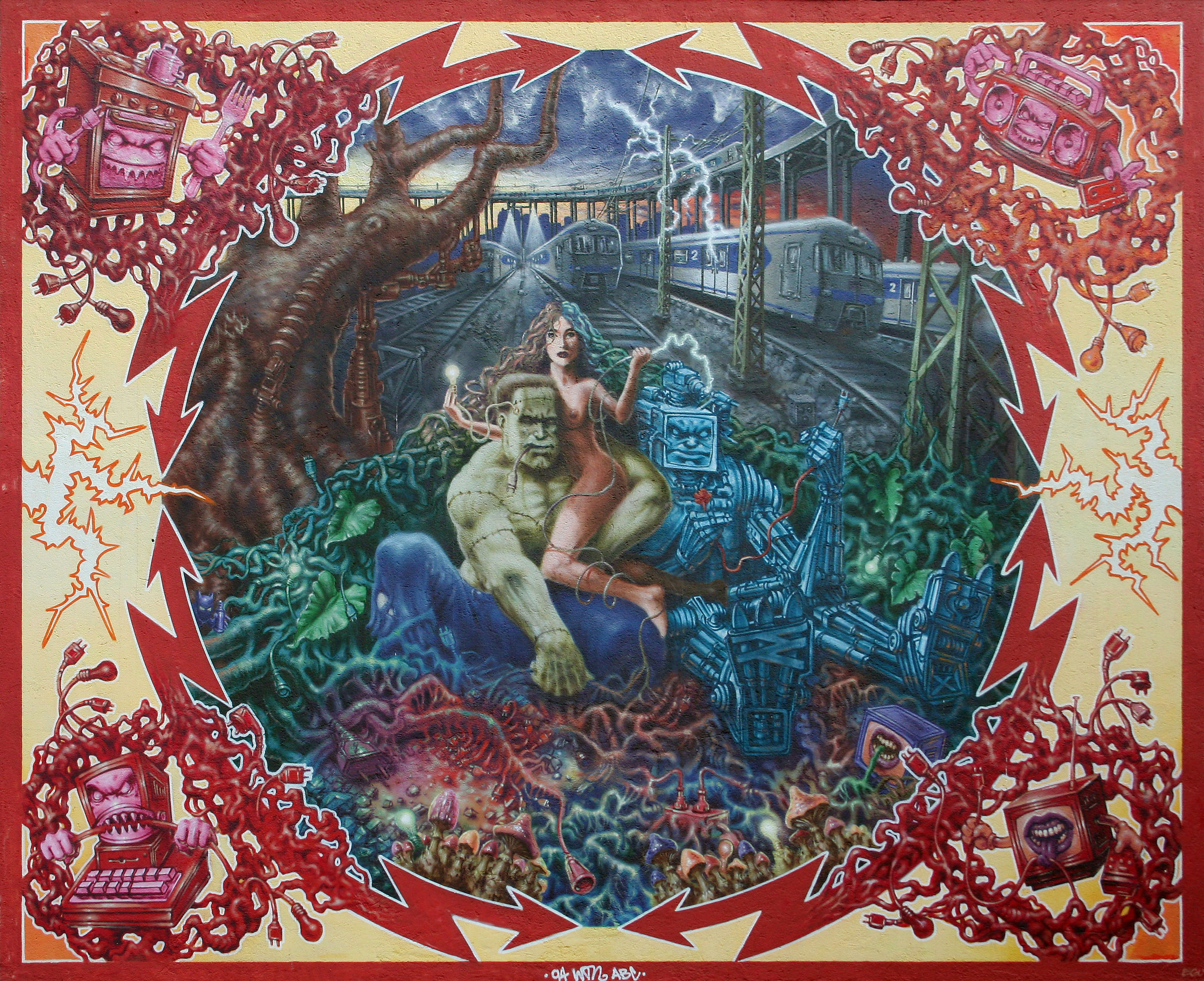
Markus Müller graffitije Münchenben

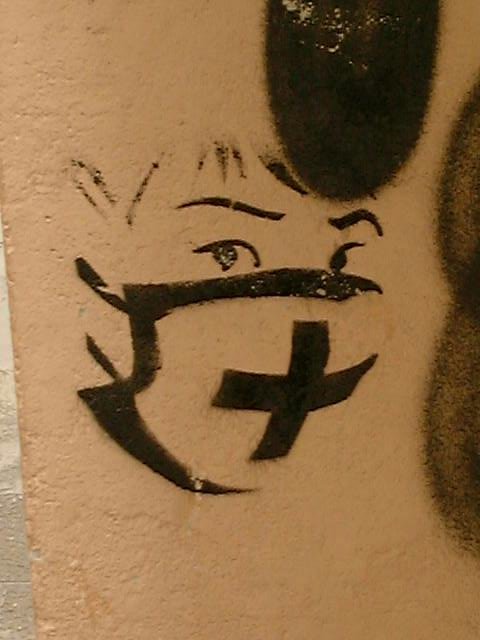
Graffiti Barcelonában

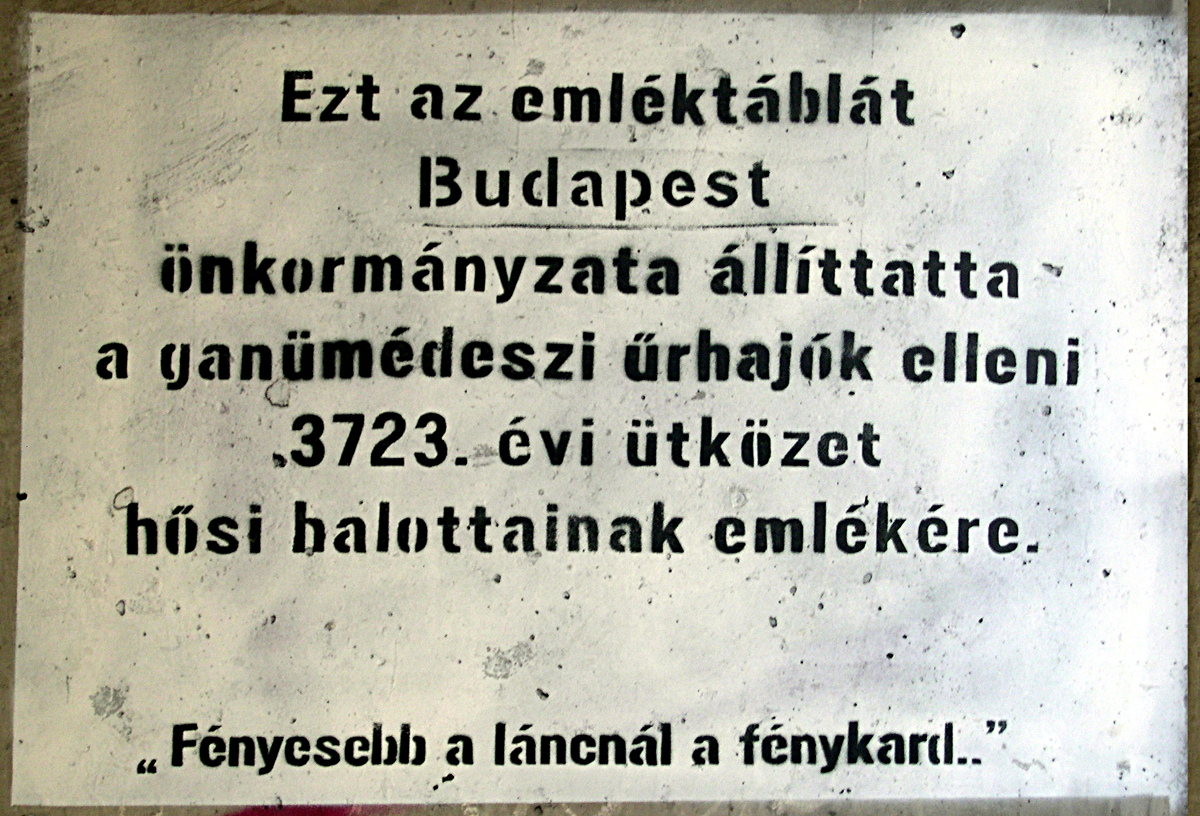
Petőfi Sándor verssorának parafrázisa graffiti szöveggel ötvözve, Budapest, Bérkocsis utca (2012)

Akik más otthonába látogatnak, tiszteletben tartják a tulajdonosnak a lakásához-házához kapcsolódó jogait. A birtokuk határát is tisztelik, általában még akkor is, ha az csupán valamilyen jelkép, és nem valóságos korlát. A tulajdonosok védelmezik birtokukat, esetenként kutyákkal, a tehetősebbek riasztóberendezéssel, őrökkel és/vagy zárt láncú televíziós rendszerrel.
Ez be is válik, de időnként mágnesként is hat az urbánus kirekesztettek, azaz a bűnbandák számára. A bűnbandáknak - főleg az Egyesült Államokban tevékenykedőknek - is megvan a maguk által lefoglalt területe, de számukra nem a személyes, hanem a bandák által uralt felségterületek fontossága számít. Mivel ezek nem hivatalosan elismert területek, keményebben kell védeni, mint a többi, a társadalmi normák alapján kimért birtokokat. Ahhoz, hogy a védelem hatékony lehessen, a riválisokkal egyértelműen tudatni kell a határokat, hogy tudják, mikor lépnek tiltott területre. Az állatok ezt úgy valósítják meg, hogy az uralmuk alatt lévő területen járőrözésük során szagnyomokat hagynak maguk után. Az ember vizuális alkat, s az általa uralt territóriumokat inkább látható nyomokkal kell megjelölni. A pszichiátriai szakirodalomban megemlítik a graffitik anális, análszadisztikus vonatkozásait is, hiszen a falfirkák egy részénél szembeötlő a szép új, frissen festett falak bepiszkítása, bemocskolása.
A lakás- vagy a háztulajdonosok jele: névtáblával ellátott kapu vagy bejárati ajtó. Ahol rivalizáló bandák róják az utcákat, ott drasztikusabb jelekre van szükség. Ez a jelenség a legszembetűnőbb az amerikai nagyvárosok utcáin, ahonnan a legújabb kori graffiti is származik. A bandatagok testét tetoválás díszíti.
Ha a városi környezet túlságosan is szürkévé válik, a lakói fellázadnak, és formabontó, egyedi territoriális, dekorációs megoldásokhoz folyamodnak. A bandák uralta, lelakott városrészeken a házak falait „szinte a graffitik tartják össze". Némelyik pusztán dekoráció, míg mások valamely bandát jelentik, illetve felségterületük határait jelzik. A rivális bandák néha megpróbálják eltüntetni ezeket a jeleket. Az eredménye a bandaháború.
A bandatagok állandóan nincsenek jelen, de névjegyüket gondosan elhelyezik az összes fellelhető és állandó területre. Erre a célra leggyakrabban festékszóró spray-t használnak. Az alvilági fiatalok társadalmi életének fontos részét képezik a graffitik.
Kétféle „graffitiművész" készíti őket: a díszítő festők, akik kedvtelésből készítik hatalmas freskóikat; a bomberek, akik bármerre járnak, otthagyják graffitis névjelüket vagy throw-upjukat. Ezzel jelzik a világnak, hogy itt jártam.  Megfigyelések szerint a graffiti elterjedésének kezdeti időszakában  világszerte a szexuális témák, aktok, genitáliák ábrázolása volt a gyakoribb, helyükre egyre inkább agresszív tartalmak és egyre durvább szövegek kerültek.

## A környezet megváltoztatásának az igénye
A graffitizésre szerveződött csapatok jelentős része szerte a világban nem öncélúan vagy az ott élők bosszantása céljából tevékenykedik, hanem szeretnék az általuk sivárnak tekintett városi tűzfalakat vidám színekkel és ábrákkal ’elviselhetőbbé’ tenni. Sok esetben a végeredmény hatalmas absztrakt képzőművészeti alkotásokra hasonlít.
A városlakó emberek többsége azonban általában elutasítja, rongálásnak tekinti és ellenséges érzelmekkel viseltet az utca „művészeivel” szemben. A graffitizést vandalizmusnak minősíti. Az erőszakosan megváltoztatott városi környezetet pedig szeretnék eredeti állapotában megtartani. Ezt részben az is magyarázza, hogy a graffitik „alkotóit” az ellenzők egységes csoportnak tekintik — függetlenül attól, hogy tevékenységük célja elsősorban egy színesebb lakókörnyezet létrehozása vagy valóban az eredeti művészeti alkotások és egyéb építmények pusztítása és rongálása.
Kevesen tolerálják, hogy néhányan önkéntes, dinamikus, bátor, provokatív jobbító szándéktól vezérelve, játékos ötletekkel szeretnék színesíteni a világot, amelyben élnek. Tevékenységük nyomán egy-egy hirtelen odakerült graffiti hatására átértelmeződik a városi táj.
Az embereknek elvileg minden adottságuk megvan ahhoz, hogy a nagyvárosi élettérben jól érezzék magukat, akár a városi környezetet kialakító építők eredeti elképzelései szerint is. Azonban megfeledkeznek arról, hogy az evolúciónak eddig még nem volt ideje módosítani a törzsi vadászó jellegen, ami fajunkra annyira jellemző, hogy nyugodtan élvezhessük a város stimuláló hatását.
Az utókornak majd meg kell találnia annak a módját, hogy miként lehet megőrizni a városi létnek az értékesebb részét. Hogyan lehet megszabadulni az épített környezet káros velejáróitól. A titok nyitja, hogy a város központját szellemileg olyan üdítővé és szórakoztatóvá kell tenni, hogy az emberekből ne a destruktív, hanem a kreatív reakciókat váltsa ki és ne csak létezzenek a térben, hanem formálják is azt. A várostervezés során bőven kínálkozik alkalom az ötletes, extravagáns megoldások kidolgozására, ám ezek szinte sohasem jutnak el a megvalósítás szintjéig. A döntéshozók valamilyen érthetetlen okokból, a szívderítő, könnyed megoldásokat a mindennapi utcaképben képtelenek megvalósítani. Az emberek reakciója ellenére a bürokratikus döntéshozók általában nem veszik tudomásul, hogy a városlakók közérzetére és életminőségére milyen nagymértékben hat a környezet esztétikai kialakításának minősége.
Vannak azonban olyan progresszív embertársaink, az utcákon és tereken szorgoskodva festékszóróval a kezükben, akik a maguk kéretlen módján megpróbálják a város képét átalakítani az általuk feltételezett emberi alaptermészethez igazítva, mert nem akarják azt, hogy a városlakó ember alkalmazkodjon a mások által létrehozott szigorúan rendezett falanszter jellegű képi világhoz. 

Úgy tartják, hogy a graffitikkel módosított épített környezetben számukra elviselhetőbbé válhat a stresszes nagyvárosi lét. Valódi helyi közösségekben szeretnének élni, amelyeknek meglenne a maga sajátosan összefirkált jellege, ugyanakkor az emberek mindannyian hozzáférhetnek azokhoz a nagyobb központi létesítményekhez, amelyek a városi polgárok utazásáról, kikapcsolódásáról és feltöltődéséről gondoskodnak. Ehhez szerintük újra kellene tervezni a városokat. Úgy gondolják, ha el akarjuk kerülni az előttünk létezett civilizációk sorsát, akkor a 21. században ennek a kihívásnak meg kell felelni, többek között a graffitik tömeges elterjedésével és elfogadtatásával.

## „Fordított” graffiti („reverse graffiti”)

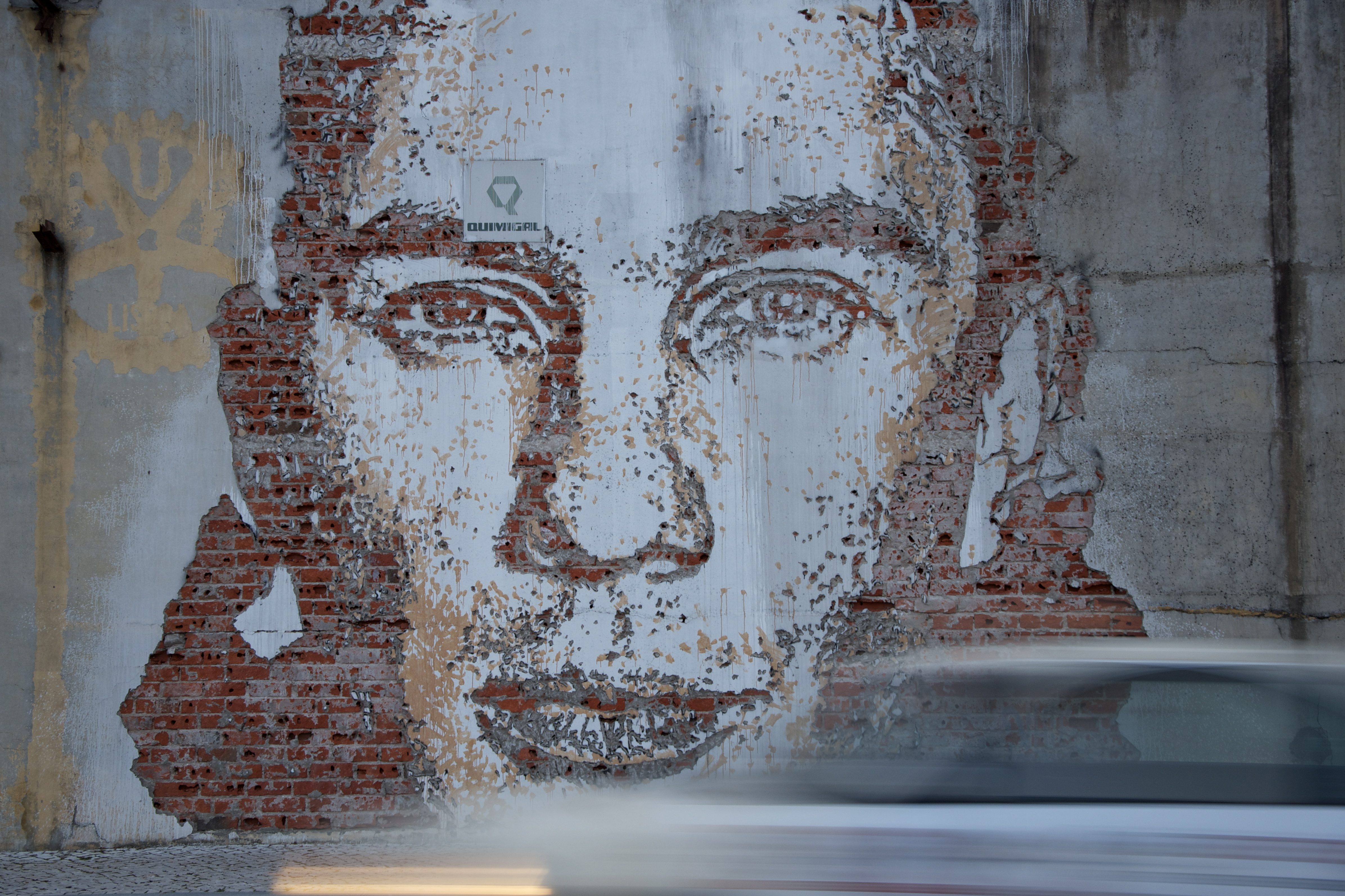
Koszréteg és némi vakolat eltávolításával készített „reverse graffiti”

Létezik a graffiti készítésének nem a felületre történő felfestésével, hanem a felület megtisztításával történő előállítása is, amit angolul „reverse graffiti”-nek neveznek. Ebben az esetben az alkotó általában a felületen lévő szennyezőréteget vagy vakolatot távolítja el, és így állítja elő a grafikát illetve feliratot. Ez a művelet, amennyiben állagsérelem nélkül történik és semmilyen kárt nem okoz, általában jogilag sem támadható.

## A magyar Büntető Törvénykönyvben

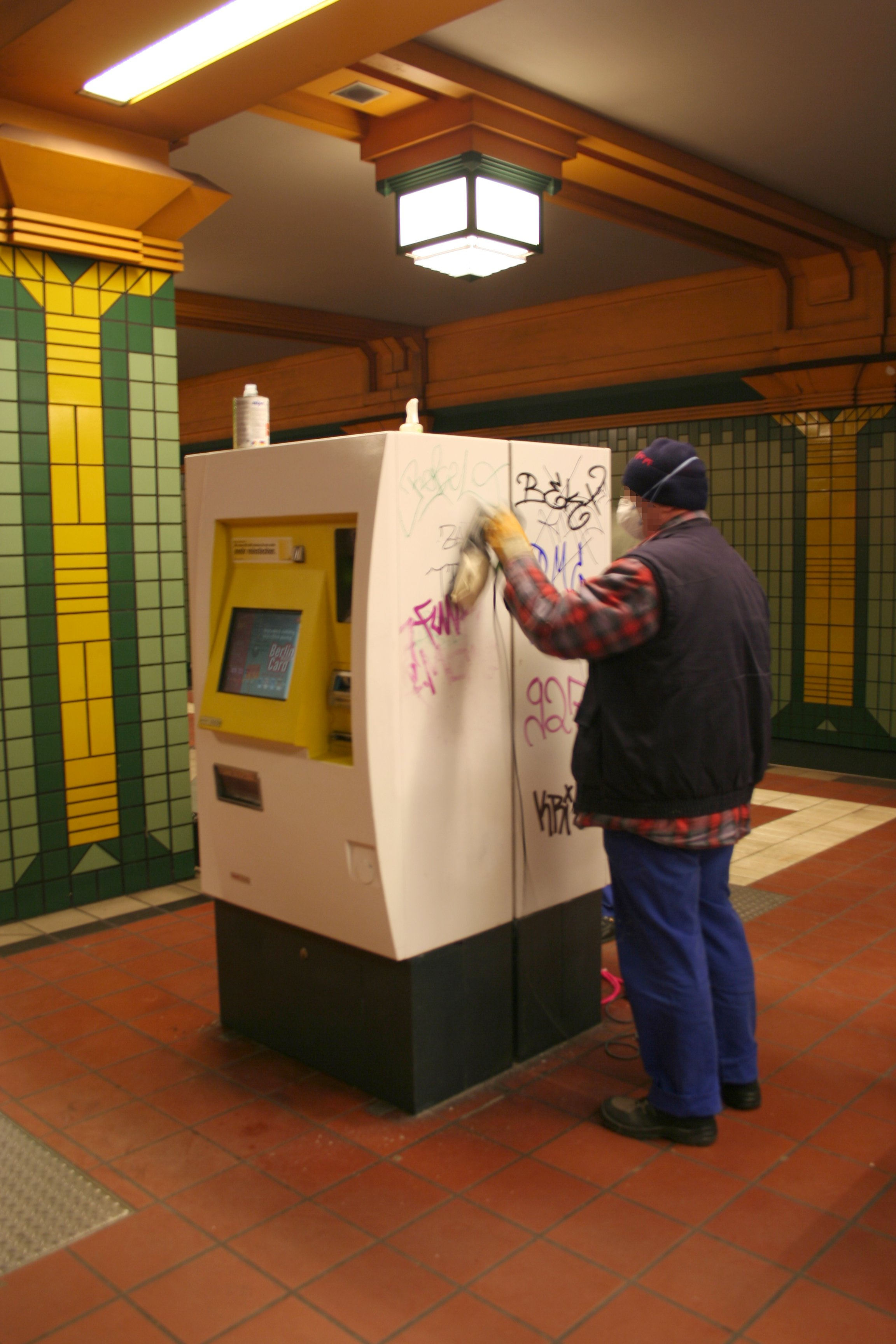
Graffiti eltávolítása csiszolással Berlinben a Wittenau metróállomáson

A magyar Büntető Törvénykönyv 371. §-a (Aki idegen vagyontárgy megsemmisítésével vagy megrongálásával kárt okoz, rongálást követ el.) a rongálás különös részi tényállása alá vonja a graffitit is, amelyet falfirka névvel illet.
A falfirka a magyar büntető törvénykönyv szerint „festékszóróval, filctollal vagy bármilyen más felületképző anyaggal létrehozott képi, grafikus vagy szöveges felületbevonat, amely nem a vagyontárgy rendeltetésszerű használatához szükséges."
Alapesetben egy évig terjedő szabadságvesztéssel büntethető. Ha a firkálással okozott kár nagyobb mint kétszázezer forint, vagy ha műemléket, szobrot, templomot, sírt rongálnak meg, akkor a maximális büntetés három évig terjedő szabadságvesztés. Amennyiben a kár több mint kétmillió forint, a büntetés egytől öt évig terjedhet, ha pedig több mint ötvenmillió forint, akkor a büntetés a két évtől nyolc évig terjedő szabadságvesztést is elérheti. Egy elvi döntés szerint a fal köznapi és nyelvtani értelemben egy végleges építmény része, olyan graffiti lehet rongálás, amely a fal állagának sérelme nélkül nem távolítható el, falfirkának csak valamely végleges építmény részeként, állagsérelem nélkül el nem távolítható részén elhelyezett felületbevonat tekinthető. Ezért bármely köztéri tárgyat takaró műanyag védőfóliára felvitt graffiti nem valósít meg bűncselekményt.

## Graffitik eltávolítása
A graffitik elterjedésével a nagyobb vegyszergyártó cégek különböző vegyszereket kísérleteztek ki és készítenek a graffiti eltávolításhoz. A hagyományos festékeltávolító szerekhez képest ezek a vegyszerek kíméletesebben távolítják el a felületről az oda nem illő falfirkákat. Az új szerek korlátja azonban, hogy a porózus és festett felületekbe beivódott festékanyaggal nem tudnak megbirkózni.
Az ilyen felületeket speciális védőréteggel kell védeni, amely megakadályozhatja a festékanyagnak a felületbe való beszívódását. Korszerű védekezési módszer graffiti ellen, amikor a védeni kívánt felületre - legyen az festett felület, beton, műkő, vakolat, fa - egy vékony poliuretángyanta-alapú védőréteget lehet felhordani, aminek hatására sem falfirka, sem egyéb szennyeződés nem tud beleivódni a felületbe. Ezzel a módszerrel megelőzhető, hogy egy-egy környezetszennyező graffiti örökre ott maradjon, egyúttal a festékeltávolító vegyszerek használatával okozott környezetszennyezés is.
Kíméletes és környezetbarát módon a rongálásnak minősített graffitiket csak nagynyomású forró vízzel lehet eltávolítani a szennyezett felületekről. Ekkor a tisztítóvíz hőfoka 90 °C, a nyomás pedig 70-110 bar lehet, a tisztítandó felület tulajdonságaitól függően. A lemosott firkával együtt az előzőleg felvitt védőréteget is eltávolítják. Mivel azonban ennél az eljárásnál nem használnak kémiai anyagot, így a graffiti festékanyaga nem oldódik fel, ekkor nem keletkezik veszélyes hulladék.
Üvegfelületek esetében az egyik legkorszerűbb módszer az anti-graffiti fólia használata, amely megvédi az üvegfelületeteket akár a véletlen, de természetesen a szándékos rongálástól is, akár a festék, karcolás, szélsőséges esetben a vandál graffitizők hidrogén-fluoriddal történő savazása ellen is.

## Kísérletek a graffiti legalizálására
A MÁV vezetése, hogy megóvja a győri pályaudvar aluljárójának falait és az egyes berendezéseken megjelenő információk olvashatóságát a firkálásoktól, nyilvános graffitikiállítást készíttetett 2002-ben. Sajnos pár év alatt vandálok áldozatává vált ez az érdekes kezdeményezés, amely ezt a szokatlan műfajt próbálta bemutatni az érdeklődők számára.
2010-ben Szolnokon a Széchenyi Körúti Sportiskolai Általános Iskola felső tagozatosainak helyi vizuális kultúra tantervébe beépült a graffiti, a Szolnoki Metszőkör Egyesület pedig beindított egy városszépítő programot a  graffiti jelenség kezelésére, melynek leglátványosabb akciója a Szolnoki Kamasztanya Nyúl utcai kerítéseire készült 400 négyzetméternyi festés volt.
Ilyen próbálkozás az is, amikor teljesen fehérre mázolják „higiénés” festéssel a graffitikkel „díszített”, de idővel elkoszolódott falakat, arra számítva, hogy új és igényesebb alkotások kerülnek oda.

## Galéria

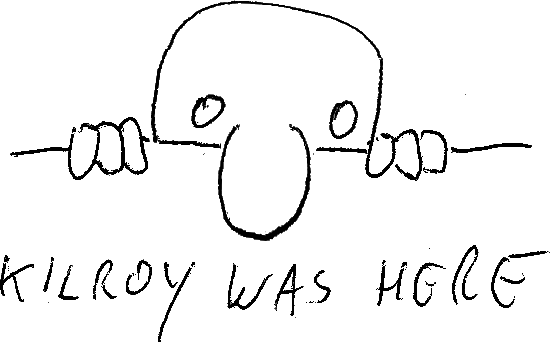
Kilroy was here
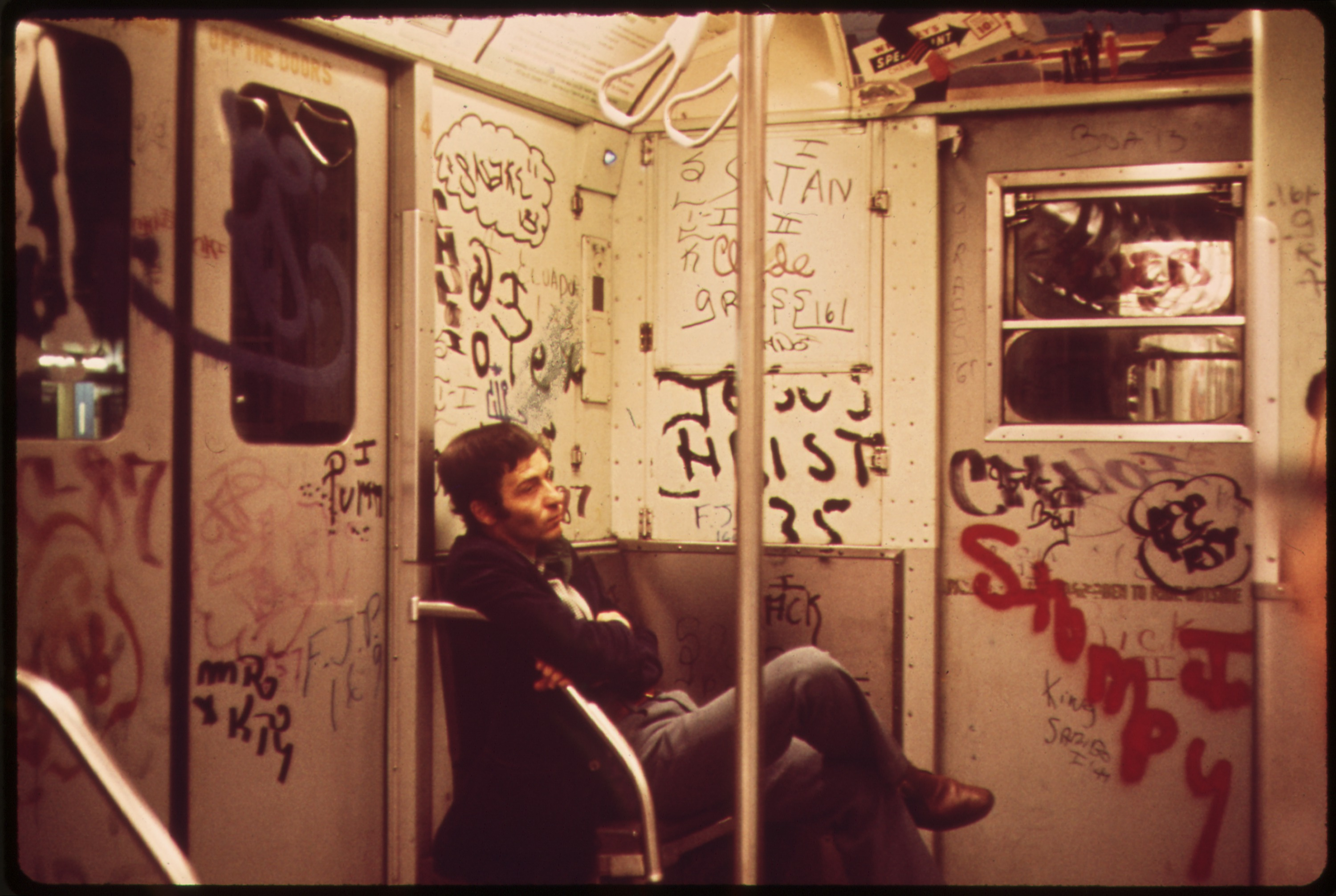
Utas a graffitikkel szennyezett metrókocsiban, New York, USA
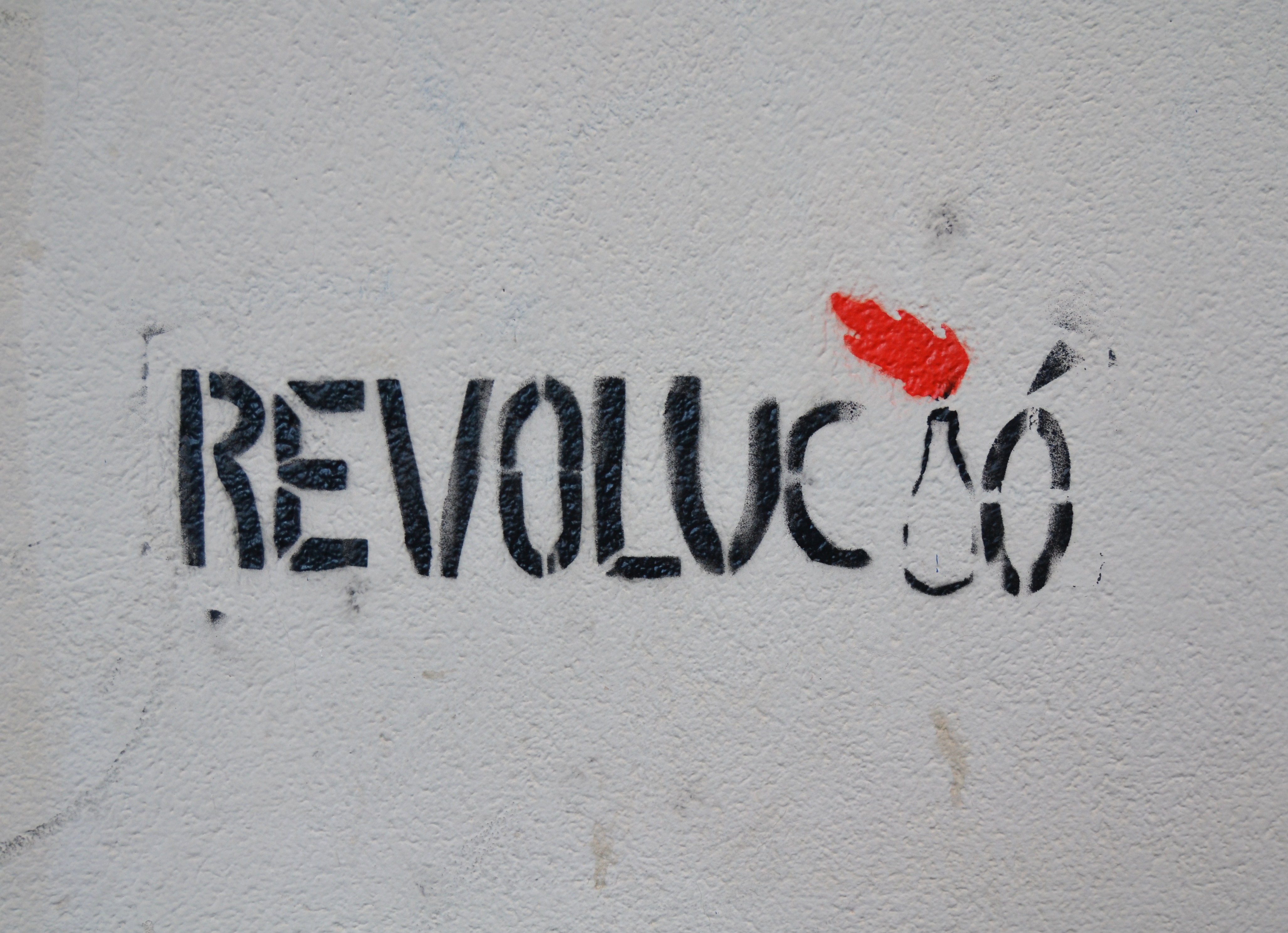
Stencil graffiti, Valencia
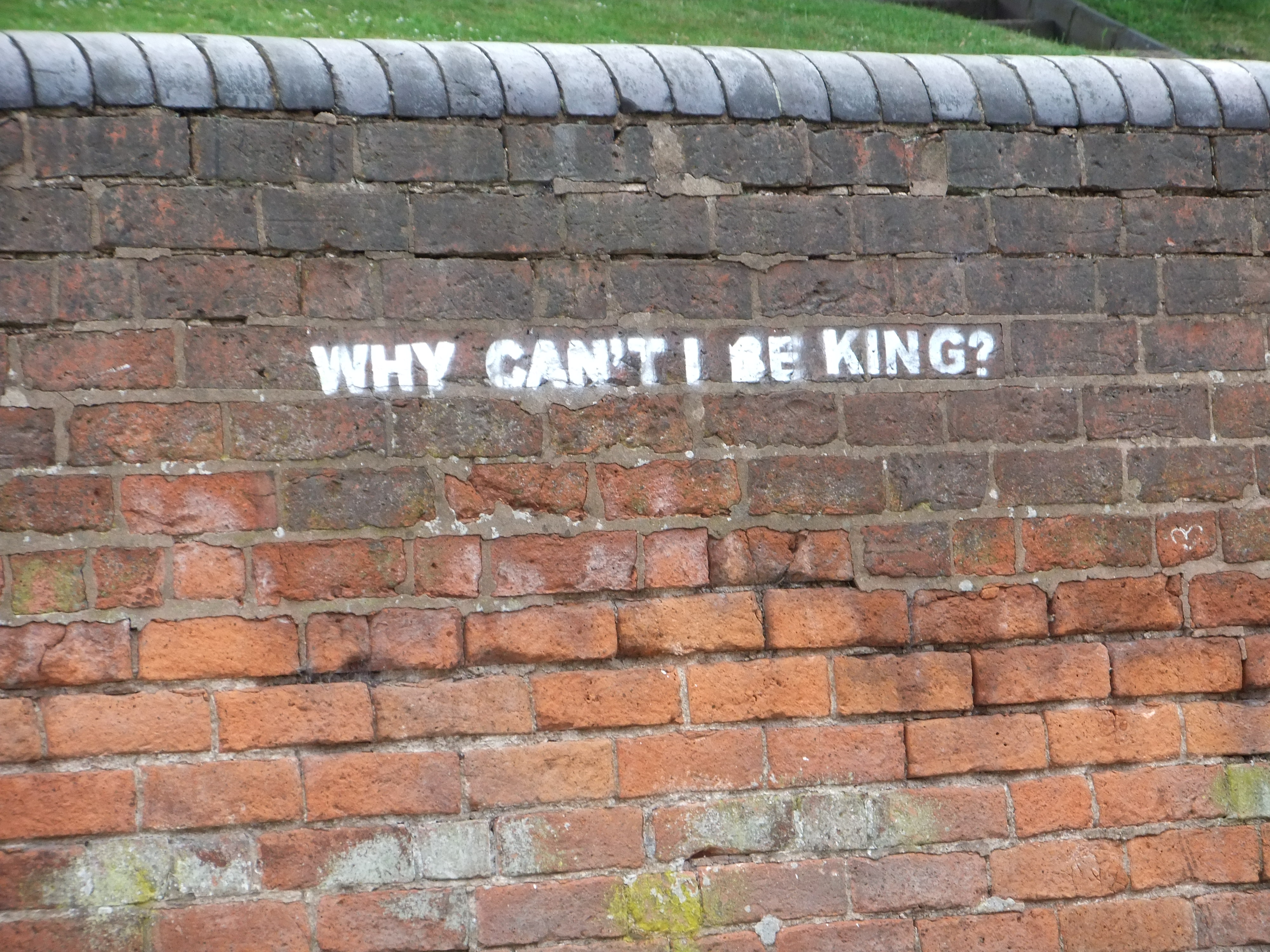
Why can't I be King? (Miért nem lehetek én király?), stencilezett graffiti, Worcester
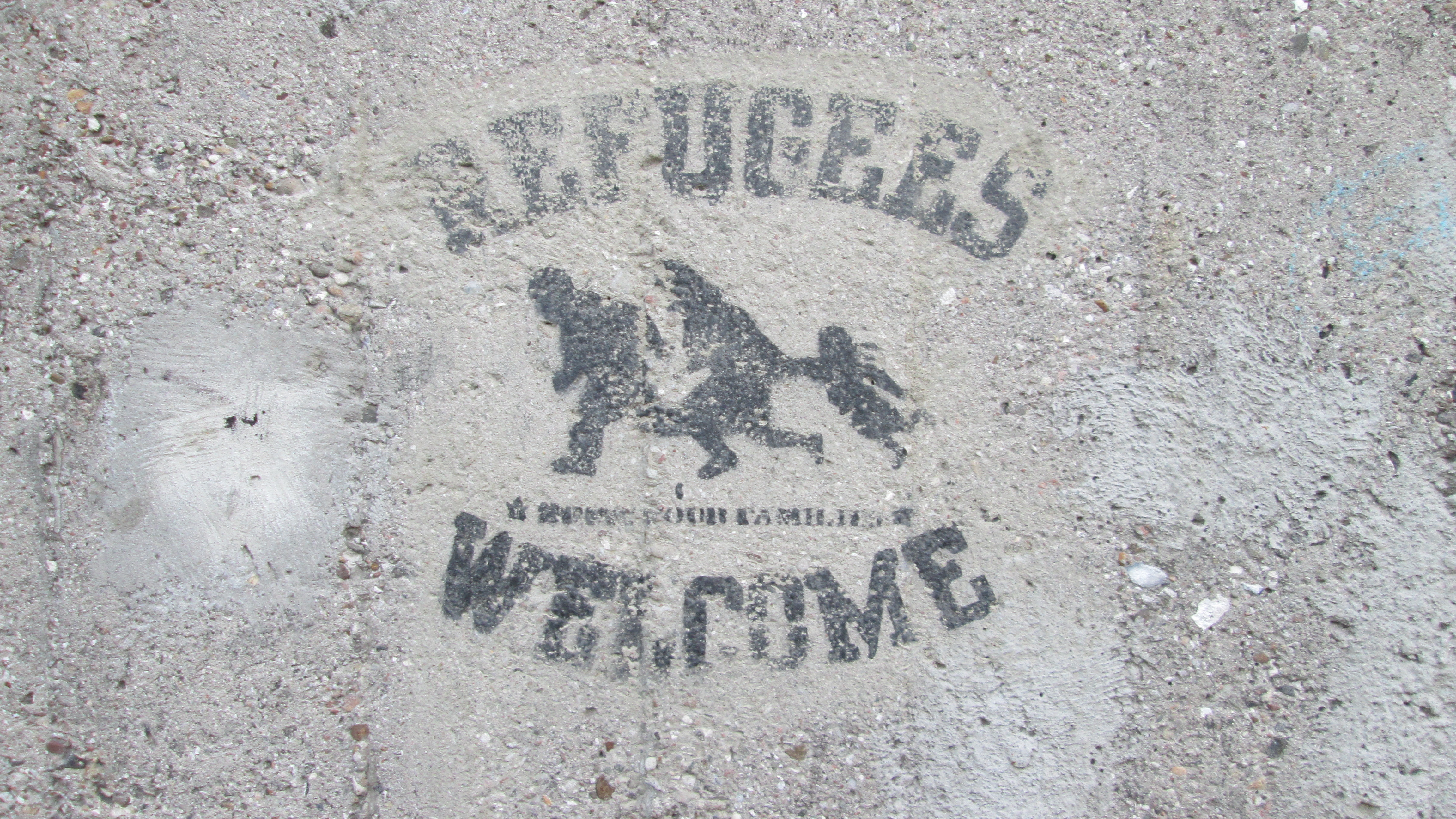
Stencil graffiti Refugees Welcome
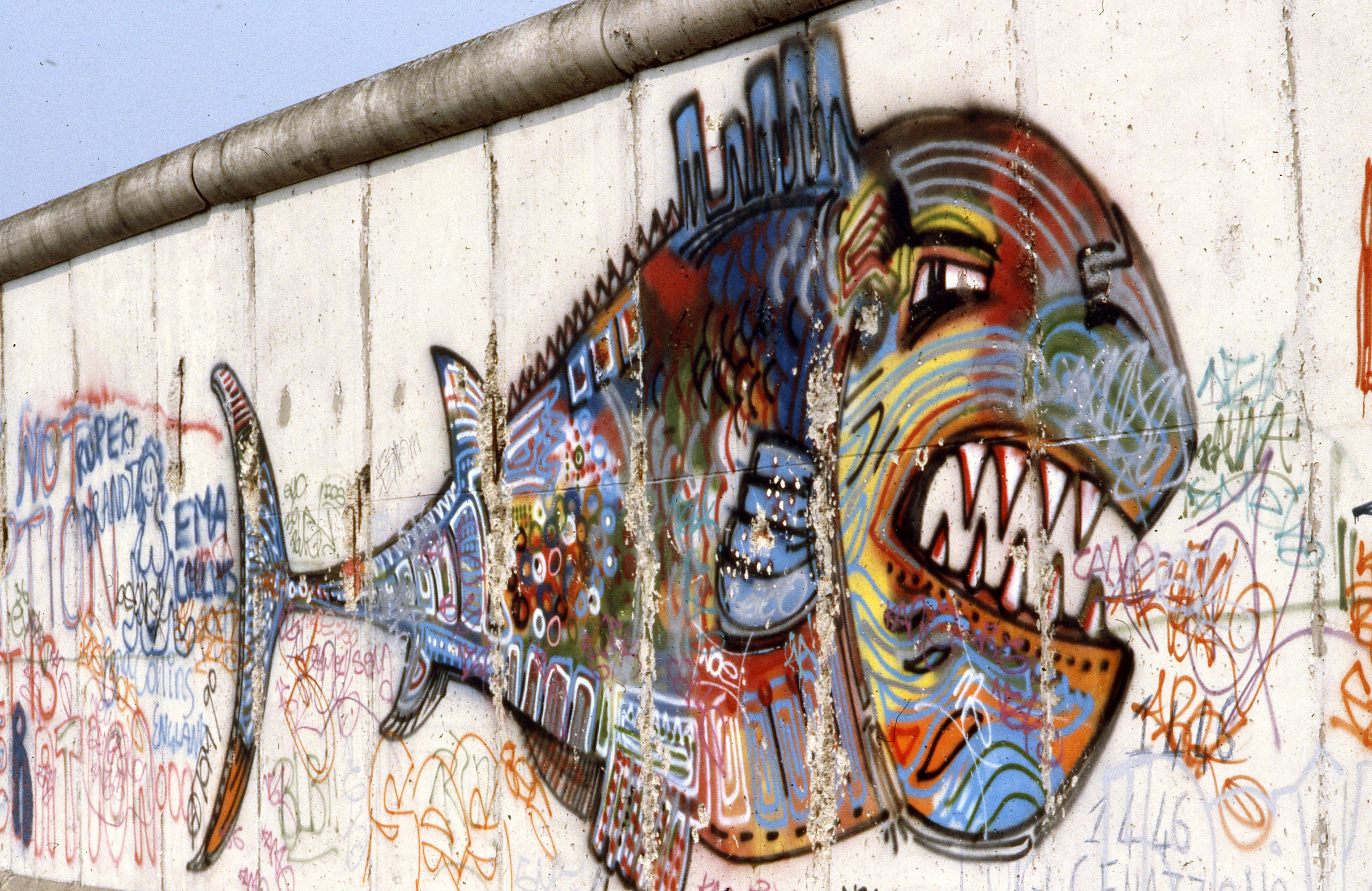
Graffiti a berlini falon 1990-ben
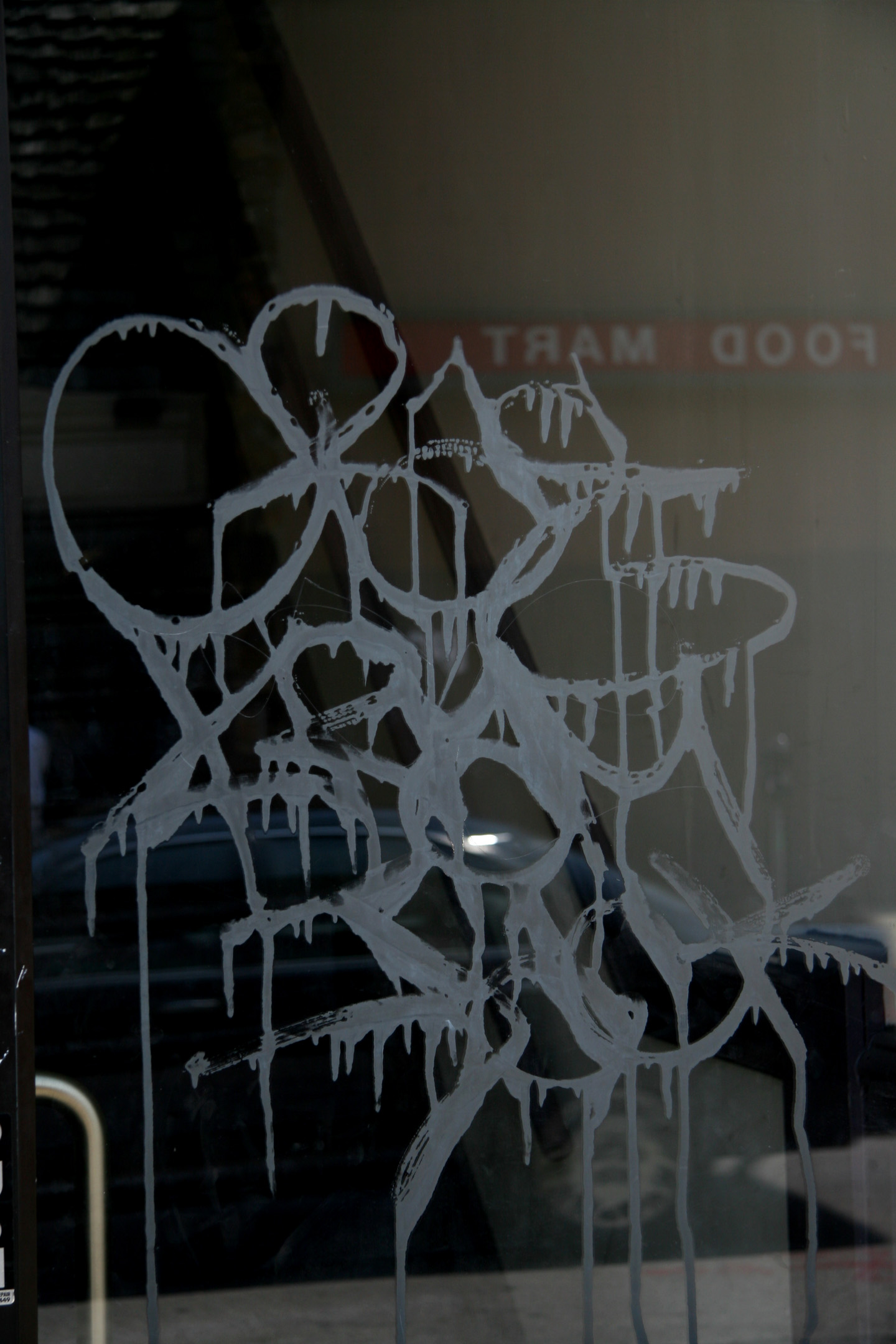
Üvegbe metszett tag-ek, Chicago
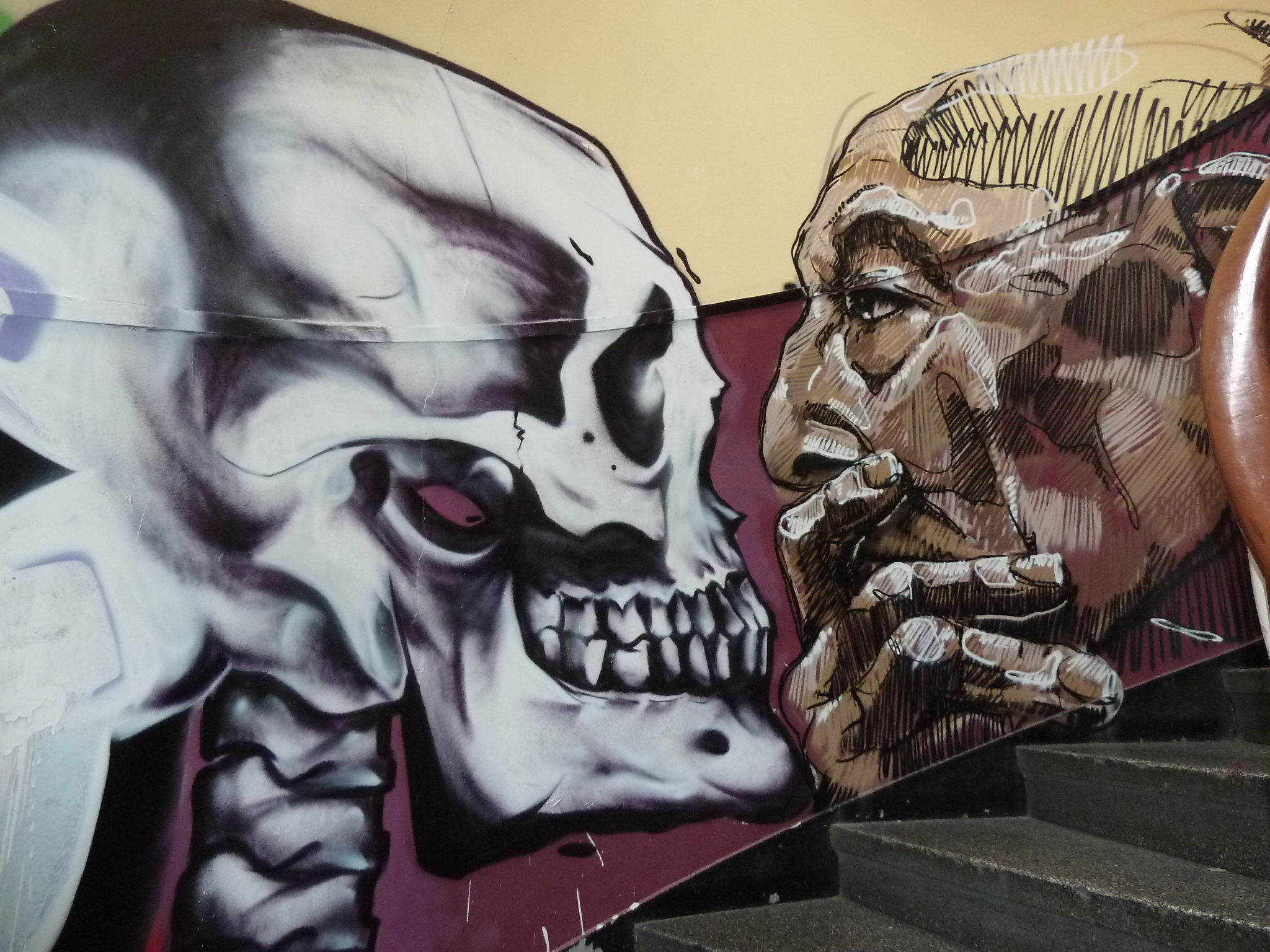
Lenni vagy nem lenni?. Filozofikus falfestés egy lépcsőházi fordulóban, Portugália
Falfestés Izrael határán
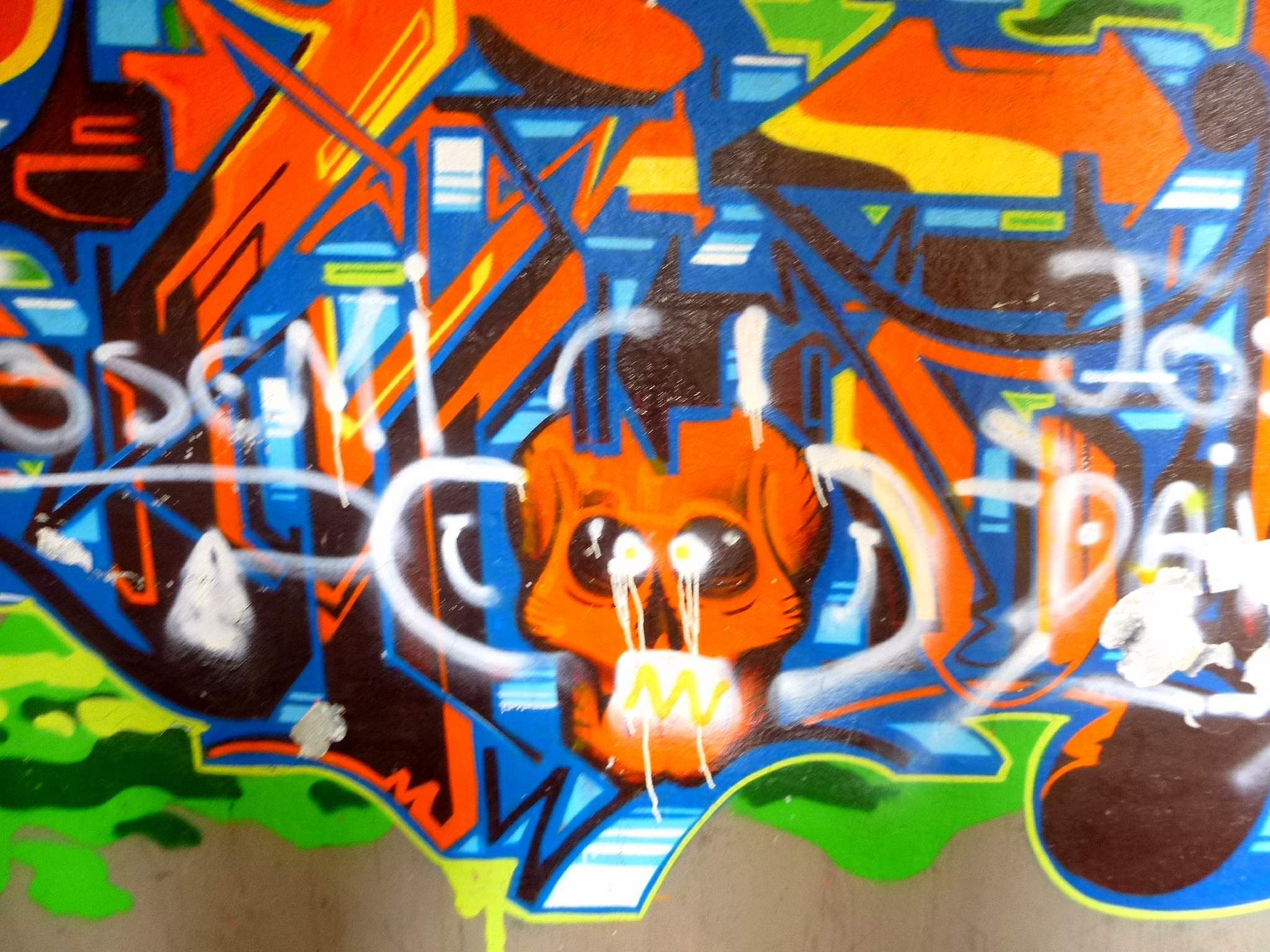
Összefirkált színes graffiti, Pamplona, Spanyolország
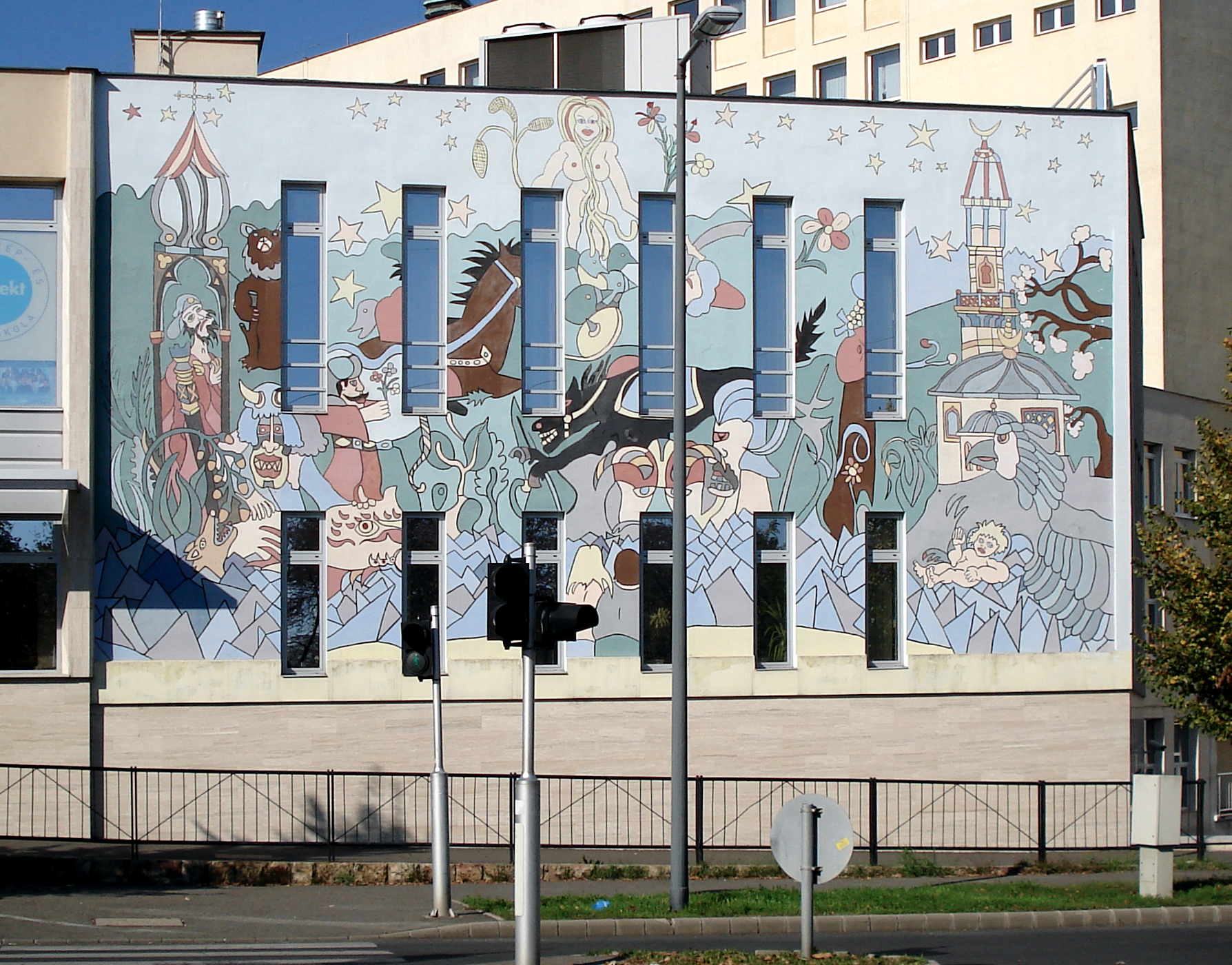
Miskolci falkép
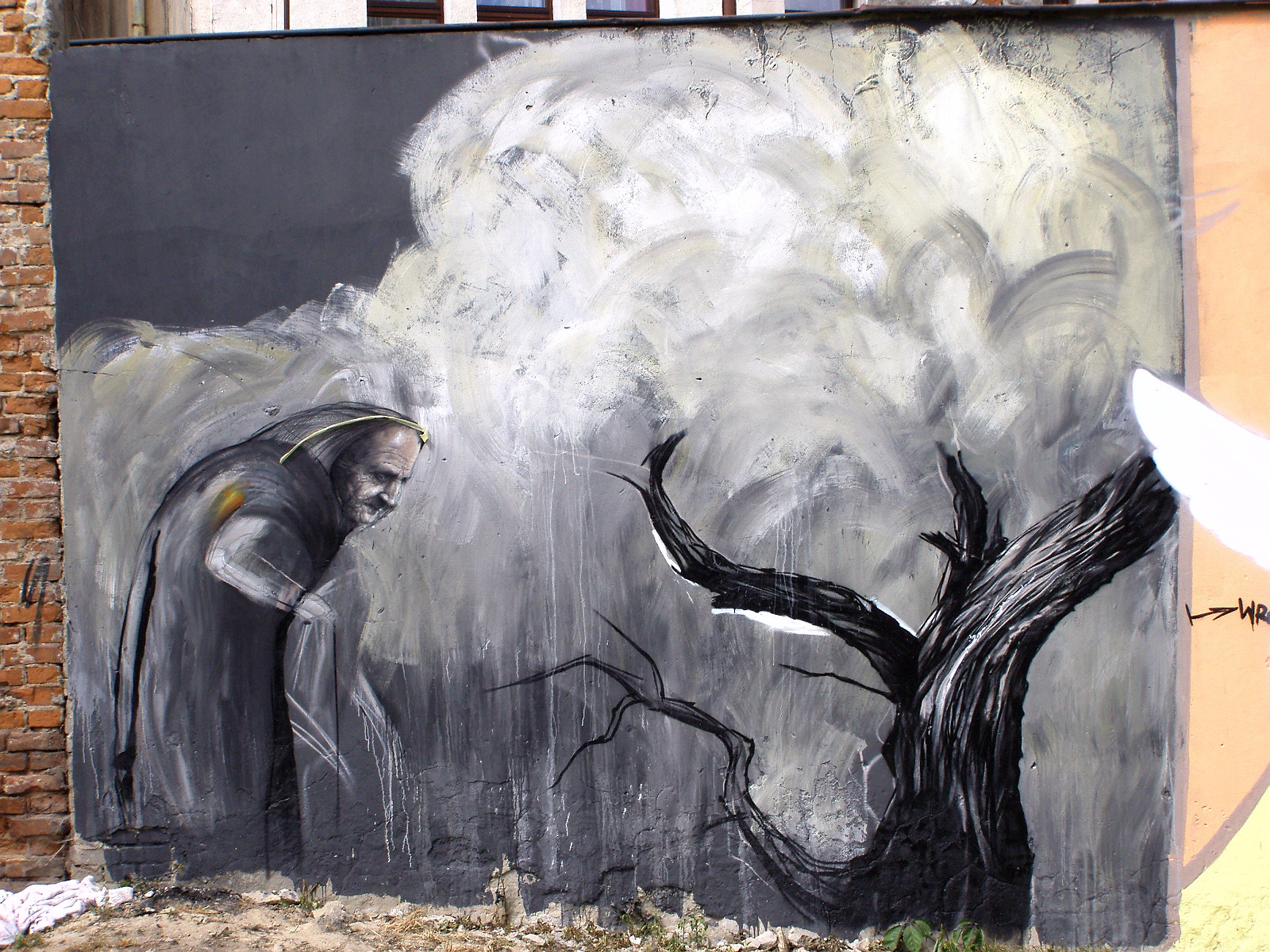
A graffiti összeköti a nemzeteket. Graffiti Fesztivál Lublinban 2008-ban
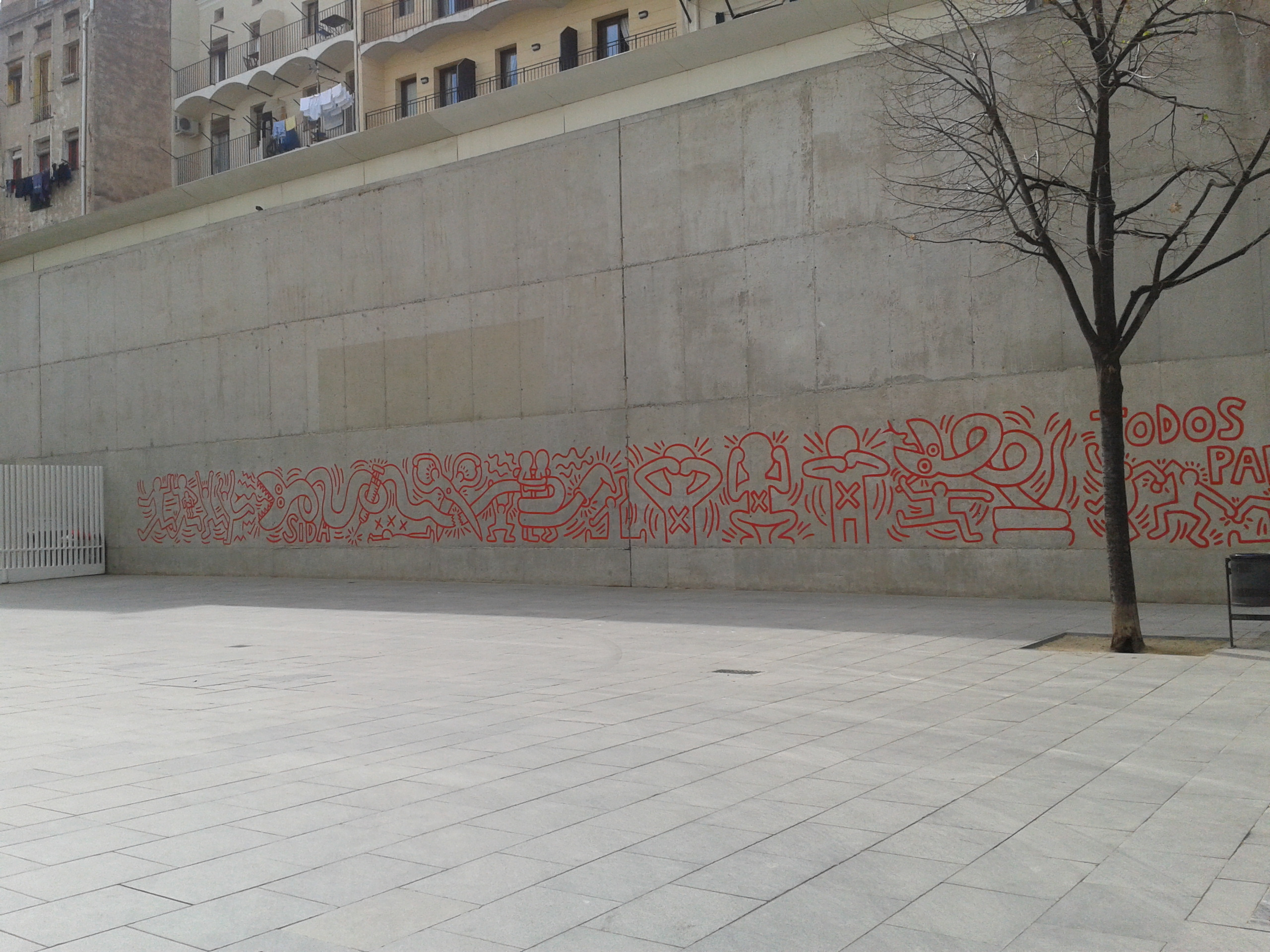
Keith Haring graffiti művész muráliája Barcelonában
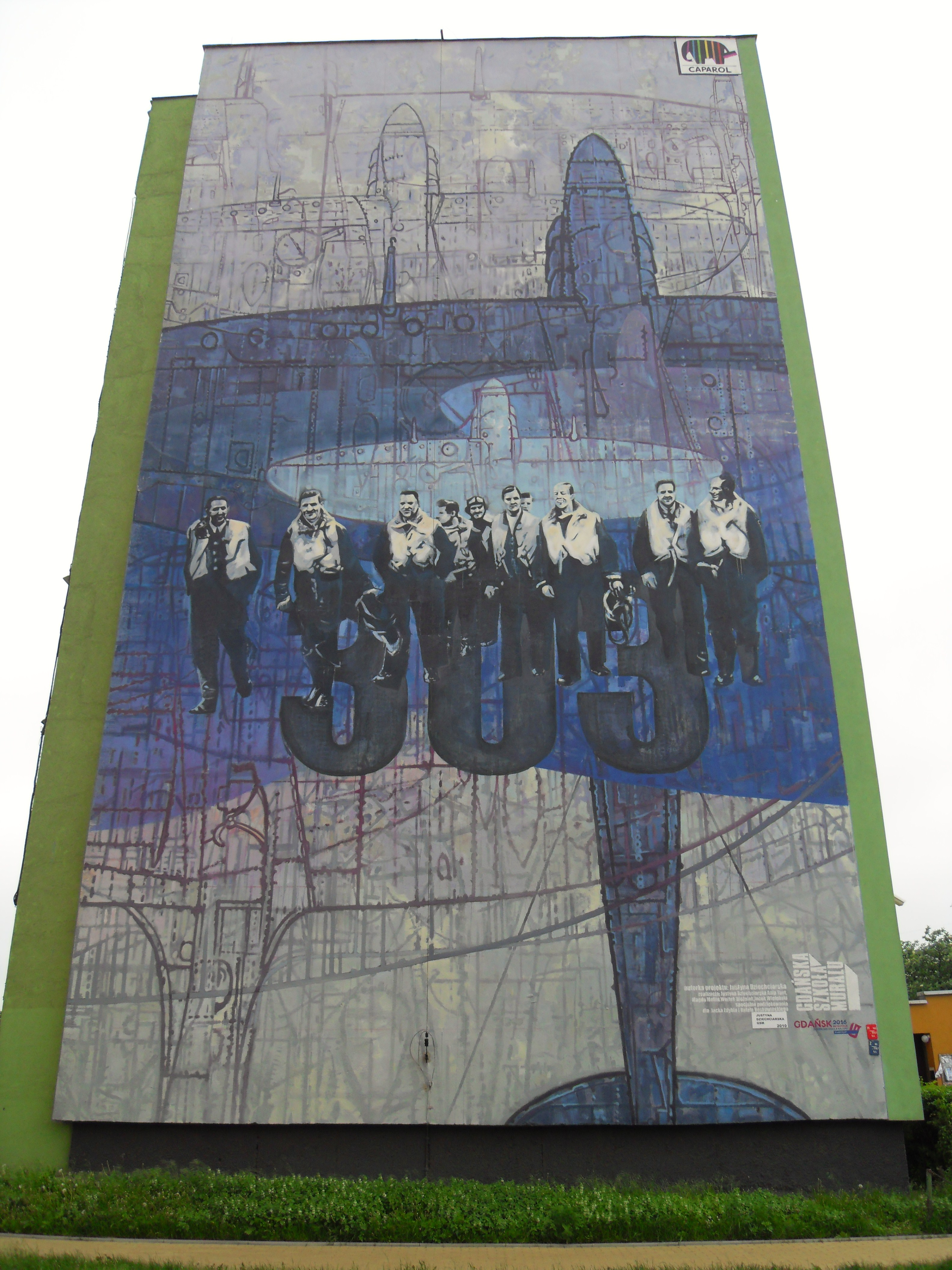
Graffiti, Gdańsk, Lengyelország
Banksy alkotása
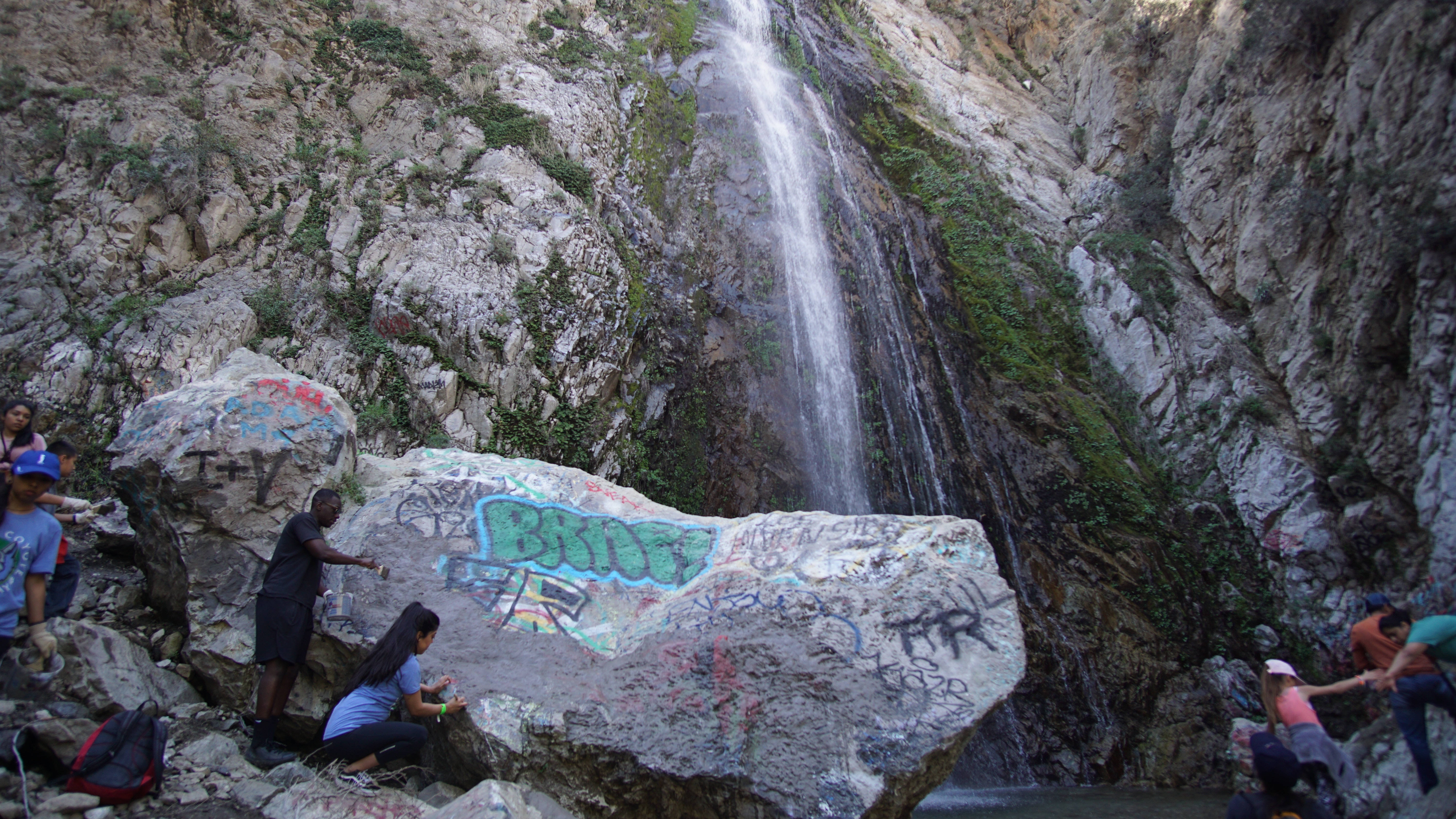
Graffiti-tisztítás a Bonita-vízesésnél(wd), Kalifornia
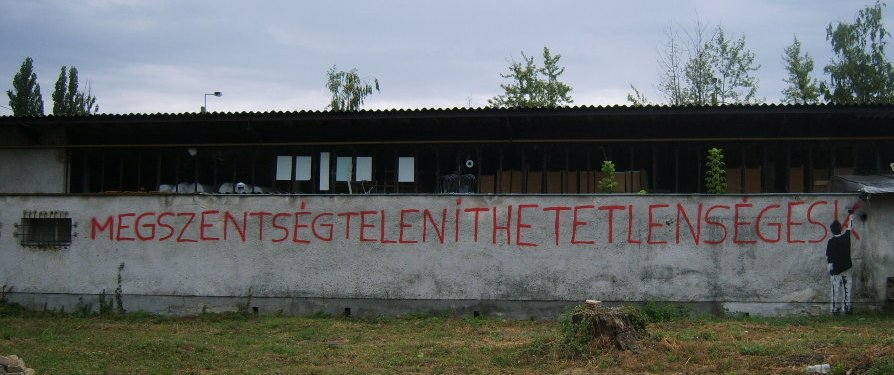
Graffiti Balatonlellén, az egyik leghosszabb magyar szó
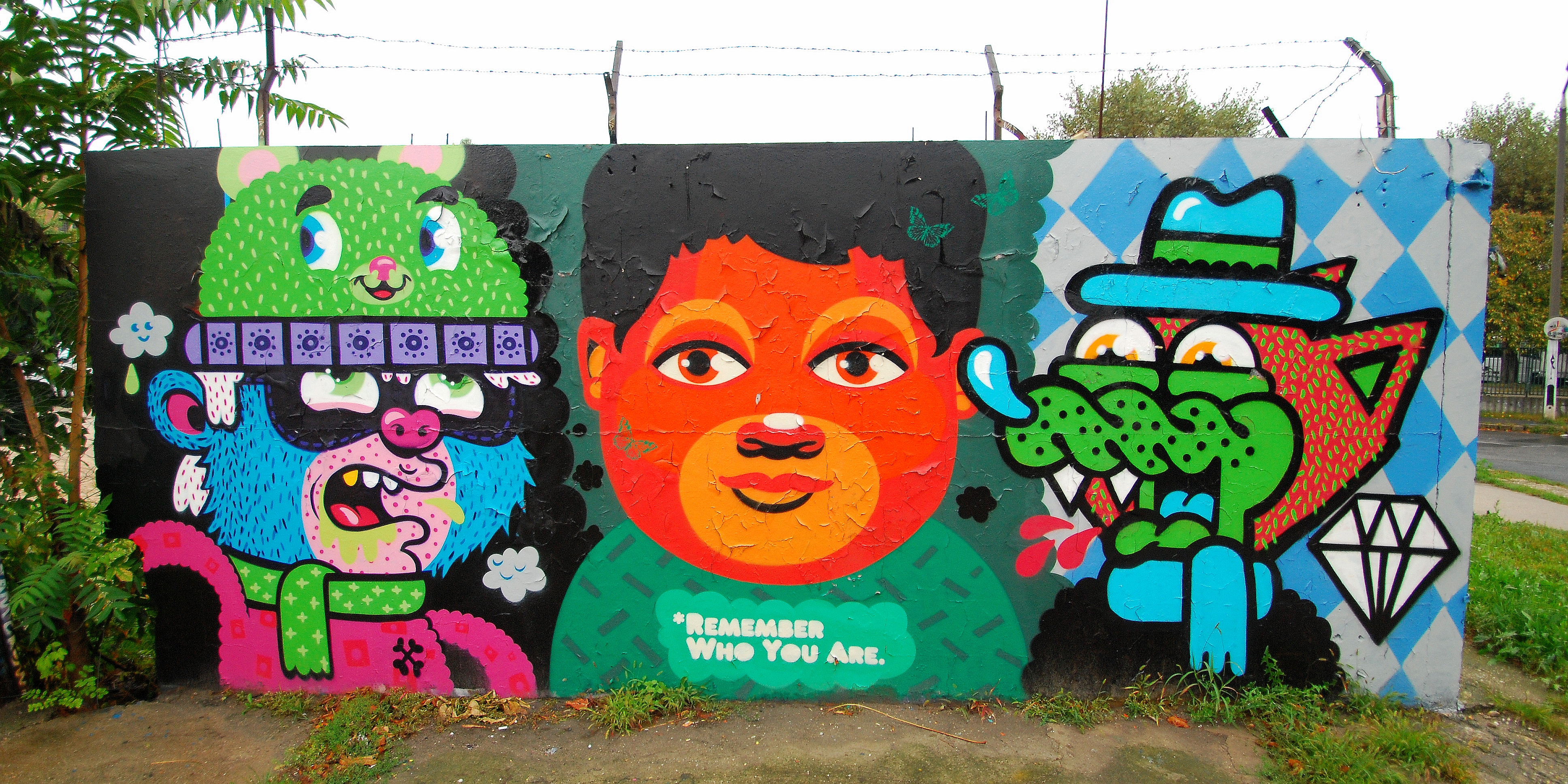
Az 1978-ban átadott Filatorigát HÉV állomás környékére jellemző graffitik
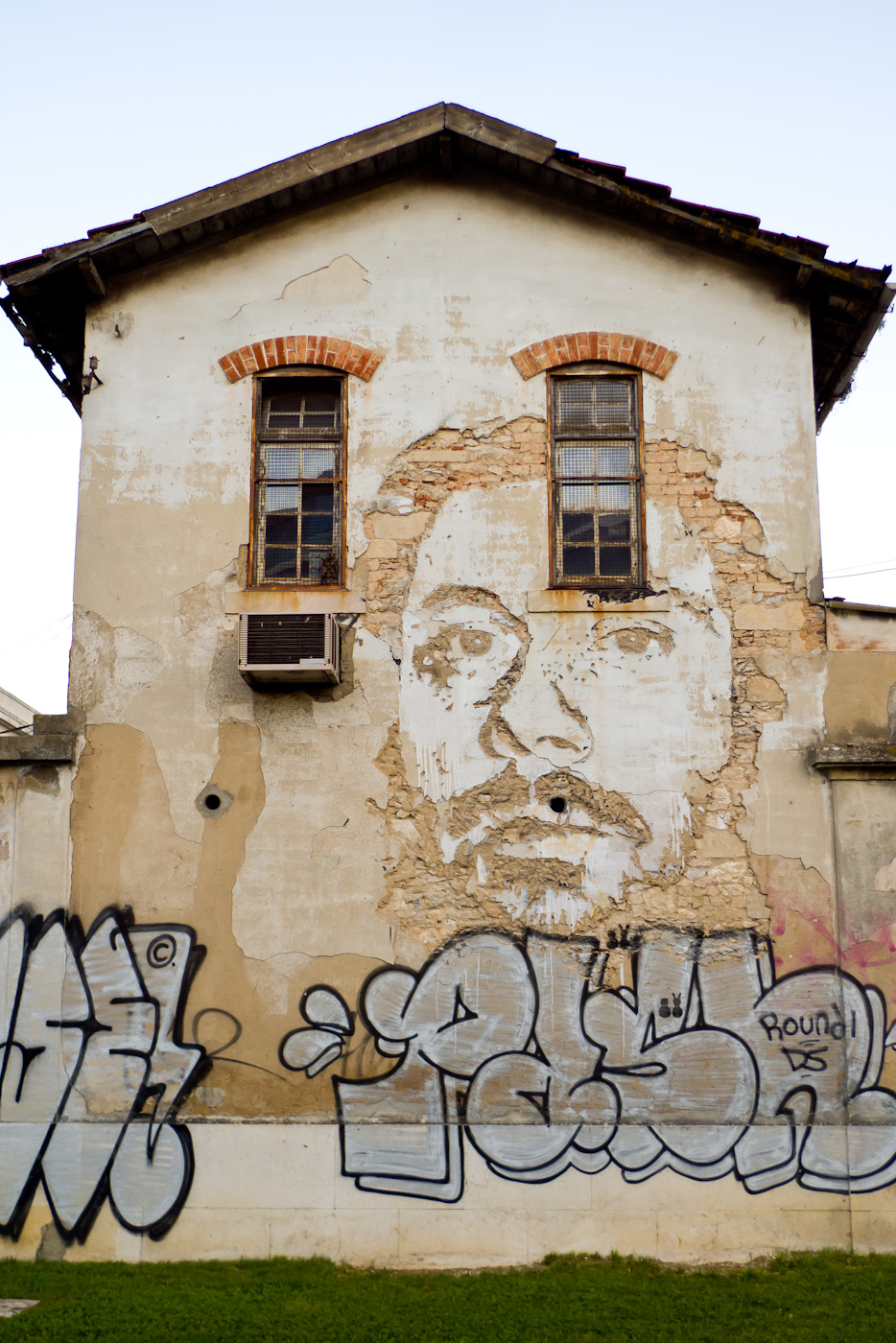
Lisszaboni graffiti egy öreg ház falán